# Sovrani d'Assia

Stemma d'Assia sino al 1906

I Sovrani d'Assia sono i diversi e numerosi monarchi che regnarono la storica regione tedesca dell'Assia; la presenza celtica nel territorio è testimoniata da una stele sepolcrale del V secolo a.C. ritrovata a Glauberg. La regione venne successivamente colonizzata dalla tribù germanica dei Catti attorno al I secolo a.C., ed il nome Assia pare sia proprio di derivazione dal nome tribale. Nel primo medioevo, la contea franca di Gau comprendeva l'area attorno a Fritzlar e Kassel. Nel IX secolo l'area passò alla casata di Franconia, mentre nel XII secolo venne compresa nel territorio della Turingia. Con la guerra di successione della Turingia (1247-1264), l'Assia ottenne l'indipendenza e divenne un langraviato del Sacro Romano Impero, raggiungendo in seguito un'importanza notevole sotto il langravio Filippo il Magnanimo, che fu uno dei più importanti leader del protestantesimo in Germania. Alla morte di Filippo, nel 1567, il territorio venne diviso tra i suoi quattro figli e nacquero così l'Assia-Kassel, l'Assia-Darmstadt, l'Assia-Rheinfels e la preesistente Assia-Marburgo. Se queste due ultime linee si estinsero poco dopo (1583 e 1604, rispettivamente), l'Assia-Kassel e l'Assia-Darmstadt furono i due stati principali dell'Assia.
Molte altre linee collaterali divisero il territorio nel corso dei secoli, come nel 1622, quando l'Assia-Homburg si divise dall'Assia-Darmstadt. Alla fine del XVI secolo, Kassel abbracciò il calvinismo, mentre Darmstadt rimase luterana e le due linee caddero inevitabilmente in conflitto, soprattutto nella disputa per l'Assia-Marburgo e nella guerra dei trent'anni, quando Darmstadt si schierò con l'Imperatore, mentre Kassel con Svezia e Francia. L'Assia-Kassel venne elevata al rango di elettorato nel 1803, ma il Sacro Romano Impero venne sciolto poco dopo, nel 1806. Il territorio venne annesso al regno di Vestfalia nel 1806, ma restituito all'elettore nel 1813. Sebbene molti altri elettori, grazie alla restaurazione, avessero ottenuto il titolo di re, l'Assia mantenne il titolo anacronistico di Elettorato. Nel 1866 venne annesso dalla Prussia, assieme a Francoforte, all'Assia-Homburg e al ducato di Nassau, formando la provincia d'Assia-Nassau. 
L'Assia-Darmstadt venne elevato al rango di granducato nel 1806; durante la guerra del 1866, si schierò con l'Austria contro la Prussia, e per questo, pur mantenendo l'indipendenza, fu mutilato delle regioni a nord del fiume Meno. Nel 1871 la parte restante del granducato entrò a far parte dell'Impero tedesco. Sino al 1907, Il granducato d'Assia usò solo lo stemma tipico dell'Assia, un leone striato di rosso e di bianco. La rivoluzione del 1918 trasformò l'Assia-Darmstadt da una monarchia ad una repubblica, che divenne ufficialmente lo "Stato popolare d'Assia".

## Origini (fino alla divisione del 1567)

### Langravi d'Assia (1264-1458)
- Enrico I il Bambino, 1264–1308
- Ottone il Vecchio, 1308–1328, reggente nell'Assia Inferiore (Kassel); riunì l'Assia nel 1311
- Giovanni, 1308–1311, reggente nell'Assia Superiore (Marburg)
- Enrico II, 1328–1376
- Ermanno II, 1376–1413, coreggente dal 1367
- Luigi I il Pacifico 1413–1458

### Langravi dell'Assia Inferiore (Kassel) (1458–1500)
- Ludovico II d'Assia, 1458–1471
- Guglielmo I, 1471–1493
- Guglielmo II, 1493-1500, riunì l'Assia nel 1500

### Langravi dell'Assia Superiore (Marburg), (1458–1500)
- Enrico III il Ricco, 1458–1483
- Luigi III il Giovane (m. 1478)
- Guglielmo III il Giovane, 1483–1500

Nel 1500 riunito con l'Assia Inferiore da Guglielmo II.

### Langravi d'Assia (1500–1567)
- Filippo I il Magnanimo, 1500-1567

### Albero genealogico
|                          |                          |                          |                          |                          |                          | Enrico I *1244 †1308     |                          |                          |                          |                          |                          |                        |                        |                        |                        |                        |                        |                           |                           |                           |                           |                           |                           |  |  |  |  |  |  |  |  |  |  |  |  |  |  |  |  |  |  |  |  |  |  |  |  |
|                          |                          |                          |                          |                          |                          |                          |                          |                          |                          |                          |                          |                        |                        |                        |                        |                        |                        |                           |                           |                           |                           |                           |                           |  |  |  |  |  |  |  |  |  |  |  |  |  |  |  |  |  |  |  |  |  |  |  |  |
|                          |                          |                          |                          |                          |                          |                          |                          |                          |                          |                          |                          |                        |                        |                        |                        |                        |                        |                           |                           |                           |                           |                           |                           |  |  |  |  |  |  |  |  |  |  |  |  |  |  |  |  |  |  |  |  |  |  |  |  |
|                          |                          |                          |                          |                          |                          | Ottone I *c.1272 †1328   | Ottone I *c.1272 †1328   | Ottone I *c.1272 †1328   | Ottone I *c.1272 †1328   | Ottone I *c.1272 †1328   | Ottone I *c.1272 †1328   | Giovanni *... †1311    | Giovanni *... †1311    | Giovanni *... †1311    | Giovanni *... †1311    | Giovanni *... †1311    | Giovanni *... †1311    |                           |                           |                           |                           |                           |                           |  |  |  |  |  |  |  |  |  |  |  |  |  |  |  |  |  |  |  |  |  |  |  |  |
|                          |                          |                          |                          |                          |                          | Ottone I *c.1272 †1328   | Ottone I *c.1272 †1328   | Ottone I *c.1272 †1328   | Ottone I *c.1272 †1328   | Ottone I *c.1272 †1328   | Ottone I *c.1272 †1328   | Giovanni *... †1311    | Giovanni *... †1311    | Giovanni *... †1311    | Giovanni *... †1311    | Giovanni *... †1311    | Giovanni *... †1311    |                           |                           |                           |                           |                           |                           |  |  |  |  |  |  |  |  |  |  |  |  |  |  |  |  |  |  |  |  |  |  |  |  |
|                          |                          |                          |                          |                          |                          |                          |                          |                          |                          |                          |                          |                        |                        |                        |                        |                        |                        |                           |                           |                           |                           |                           |                           |  |  |  |  |  |  |  |  |  |  |  |  |  |  |  |  |  |  |  |  |  |  |  |  |
| Enrico II *1302 †1376    | Enrico II *1302 †1376    | Enrico II *1302 †1376    | Enrico II *1302 †1376    | Enrico II *1302 †1376    | Enrico II *1302 †1376    | Luigi *1306 †1342-45     | Luigi *1306 †1342-45     | Luigi *1306 †1342-45     | Luigi *1306 †1342-45     | Luigi *1306 †1342-45     | Luigi *1306 †1342-45     |                        |                        |                        |                        |                        |                        |                           |                           |                           |                           |                           |                           |  |  |  |  |  |  |  |  |  |  |  |  |  |  |  |  |  |  |  |  |  |  |  |  |
| Enrico II *1302 †1376    | Enrico II *1302 †1376    | Enrico II *1302 †1376    | Enrico II *1302 †1376    | Enrico II *1302 †1376    | Enrico II *1302 †1376    | Luigi *1306 †1342-45     | Luigi *1306 †1342-45     | Luigi *1306 †1342-45     | Luigi *1306 †1342-45     | Luigi *1306 †1342-45     | Luigi *1306 †1342-45     |                        |                        |                        |                        |                        |                        |                           |                           |                           |                           |                           |                           |  |  |  |  |  |  |  |  |  |  |  |  |  |  |  |  |  |  |  |  |  |  |  |  |
|                          |                          |                          |                          |                          |                          | Ermanno (II) *1340 †1413 |                          |                          |                          |                          |                          |                        |                        |                        |                        |                        |                        |                           |                           |                           |                           |                           |                           |  |  |  |  |  |  |  |  |  |  |  |  |  |  |  |  |  |  |  |  |  |  |  |  |
|                          |                          |                          |                          |                          |                          |                          |                          |                          |                          |                          |                          |                        |                        |                        |                        |                        |                        |                           |                           |                           |                           |                           |                           |  |  |  |  |  |  |  |  |  |  |  |  |  |  |  |  |  |  |  |  |  |  |  |  |
|                          |                          |                          |                          |                          |                          | Luigi I *1340 †1413      |                          |                          |                          |                          |                          |                        |                        |                        |                        |                        |                        |                           |                           |                           |                           |                           |                           |  |  |  |  |  |  |  |  |  |  |  |  |  |  |  |  |  |  |  |  |  |  |  |  |
|                          |                          |                          |                          |                          |                          |                          |                          |                          |                          |                          |                          |                        |                        |                        |                        |                        |                        |                           |                           |                           |                           |                           |                           |  |  |  |  |  |  |  |  |  |  |  |  |  |  |  |  |  |  |  |  |  |  |  |  |
|                          |                          |                          |                          |                          |                          |                          |                          |                          |                          |                          |                          |                        |                        |                        |                        |                        |                        |                           |                           |                           |                           |                           |                           |  |  |  |  |  |  |  |  |  |  |  |  |  |  |  |  |  |  |  |  |  |  |  |  |
|                          |                          |                          |                          |                          |                          | Luigi II *1438 †1471     | Luigi II *1438 †1471     | Luigi II *1438 †1471     | Luigi II *1438 †1471     | Luigi II *1438 †1471     | Luigi II *1438 †1471     | Enrico III *1441 †1483 | Enrico III *1441 †1483 | Enrico III *1441 †1483 | Enrico III *1441 †1483 | Enrico III *1441 †1483 | Enrico III *1441 †1483 |                           |                           |                           |                           |                           |                           |  |  |  |  |  |  |  |  |  |  |  |  |  |  |  |  |  |  |  |  |  |  |  |  |
|                          |                          |                          |                          |                          |                          | Luigi II *1438 †1471     | Luigi II *1438 †1471     | Luigi II *1438 †1471     | Luigi II *1438 †1471     | Luigi II *1438 †1471     | Luigi II *1438 †1471     | Enrico III *1441 †1483 | Enrico III *1441 †1483 | Enrico III *1441 †1483 | Enrico III *1441 †1483 | Enrico III *1441 †1483 | Enrico III *1441 †1483 |                           |                           |                           |                           |                           |                           |  |  |  |  |  |  |  |  |  |  |  |  |  |  |  |  |  |  |  |  |  |  |  |  |
|                          |                          |                          |                          |                          |                          |                          |                          |                          |                          |                          |                          |                        |                        |                        |                        |                        |                        |                           |                           |                           |                           |                           |                           |  |  |  |  |  |  |  |  |  |  |  |  |  |  |  |  |  |  |  |  |  |  |  |  |
| Guglielmo I *1466 †1515  | Guglielmo I *1466 †1515  | Guglielmo I *1466 †1515  | Guglielmo I *1466 †1515  | Guglielmo I *1466 †1515  | Guglielmo I *1466 †1515  | Guglielmo II *1469 †1509 | Guglielmo II *1469 †1509 | Guglielmo II *1469 †1509 | Guglielmo II *1469 †1509 | Guglielmo II *1469 †1509 | Guglielmo II *1469 †1509 | Luigi III *1460 †1478  | Luigi III *1460 †1478  | Luigi III *1460 †1478  | Luigi III *1460 †1478  | Luigi III *1460 †1478  | Luigi III *1460 †1478  | Guglielmo III *1471 †1500 | Guglielmo III *1471 †1500 | Guglielmo III *1471 †1500 | Guglielmo III *1471 †1500 | Guglielmo III *1471 †1500 | Guglielmo III *1471 †1500 |  |  |  |  |  |  |  |  |  |  |  |  |  |  |  |  |  |  |  |  |  |  |  |  |
| Guglielmo I *1466 †1515  | Guglielmo I *1466 †1515  | Guglielmo I *1466 †1515  | Guglielmo I *1466 †1515  | Guglielmo I *1466 †1515  | Guglielmo I *1466 †1515  | Guglielmo II *1469 †1509 | Guglielmo II *1469 †1509 | Guglielmo II *1469 †1509 | Guglielmo II *1469 †1509 | Guglielmo II *1469 †1509 | Guglielmo II *1469 †1509 | Luigi III *1460 †1478  | Luigi III *1460 †1478  | Luigi III *1460 †1478  | Luigi III *1460 †1478  | Luigi III *1460 †1478  | Luigi III *1460 †1478  | Guglielmo III *1471 †1500 | Guglielmo III *1471 †1500 | Guglielmo III *1471 †1500 | Guglielmo III *1471 †1500 | Guglielmo III *1471 †1500 | Guglielmo III *1471 †1500 |  |  |  |  |  |  |  |  |  |  |  |  |  |  |  |  |  |  |  |  |  |  |  |  |
|                          |                          |                          |                          |                          |                          | Filippo I *1504 †1567    |                          |                          |                          |                          |                          |                        |                        |                        |                        |                        |                        |                           |                           |                           |                           |                           |                           |  |  |  |  |  |  |  |  |  |  |  |  |  |  |  |  |  |  |  |  |  |  |  |  |
|                          |                          |                          |                          |                          |                          |                          |                          |                          |                          |                          |                          |                        |                        |                        |                        |                        |                        |                           |                           |                           |                           |                           |                           |  |  |  |  |  |  |  |  |  |  |  |  |  |  |  |  |  |  |  |  |  |  |  |  |
|                          |                          |                          |                          |                          |                          |                          |                          |                          |                          |                          |                          |                        |                        |                        |                        |                        |                        |                           |                           |                           |                           |                           |                           |  |  |  |  |  |  |  |  |  |  |  |  |  |  |  |  |  |  |  |  |  |  |  |  |
| Guglielmo IV *1532 †1592 | Guglielmo IV *1532 †1592 | Guglielmo IV *1532 †1592 | Guglielmo IV *1532 †1592 | Guglielmo IV *1532 †1592 | Guglielmo IV *1532 †1592 | Luigi IV *1537 †1604     | Luigi IV *1537 †1604     | Luigi IV *1537 †1604     | Luigi IV *1537 †1604     | Luigi IV *1537 †1604     | Luigi IV *1537 †1604     | Filippo II *1541 †1583 | Filippo II *1541 †1583 | Filippo II *1541 †1583 | Filippo II *1541 †1583 | Filippo II *1541 †1583 | Filippo II *1541 †1583 | Giorgio *1547 †1596       | Giorgio *1547 †1596       | Giorgio *1547 †1596       | Giorgio *1547 †1596       | Giorgio *1547 †1596       | Giorgio *1547 †1596       |  |  |  |  |  |  |  |  |  |  |  |  |  |  |  |  |  |  |  |  |  |  |  |  |
| Guglielmo IV *1532 †1592 | Guglielmo IV *1532 †1592 | Guglielmo IV *1532 †1592 | Guglielmo IV *1532 †1592 | Guglielmo IV *1532 †1592 | Guglielmo IV *1532 †1592 | Luigi IV *1537 †1604     | Luigi IV *1537 †1604     | Luigi IV *1537 †1604     | Luigi IV *1537 †1604     | Luigi IV *1537 †1604     | Luigi IV *1537 †1604     | Filippo II *1541 †1583 | Filippo II *1541 †1583 | Filippo II *1541 †1583 | Filippo II *1541 †1583 | Filippo II *1541 †1583 | Filippo II *1541 †1583 | Giorgio *1547 †1596       | Giorgio *1547 †1596       | Giorgio *1547 †1596       | Giorgio *1547 †1596       | Giorgio *1547 †1596       | Giorgio *1547 †1596       |  |  |  |  |  |  |  |  |  |  |  |  |  |  |  |  |  |  |  |  |  |  |  |  |
| Assia-Kassel             | Assia-Kassel             | Assia-Kassel             | Assia-Kassel             | Assia-Kassel             | Assia-Kassel             |                          |                          |                          |                          |                          |                          |                        |                        |                        |                        |                        |                        | Assia-Darmstadt           | Assia-Darmstadt           | Assia-Darmstadt           | Assia-Darmstadt           | Assia-Darmstadt           | Assia-Darmstadt           |  |  |  |  |  |  |  |  |  |  |  |  |  |  |  |  |  |  |  |  |  |  |  |  |

## Divisione dello stato

### Assia-Rheinfels (I casata, 1567-1583)
Il langraviato di Assia-Rheinfels, era un antico stato tedesco esistente alternativamente in Germania tra il 1567 ed il 1754; esso comprendeva l'area attorno a St. Goar (riva sinistra del Reno) oltre a Reichenberg, Hohenstein und Braubach (sulla riva destra del Reno), ed era retto da una linea collaterale della casa d'Assia. Il langraviato si era originato dalla divisione del langraviato d'Assia alla morte di Filippo I d'Assia, avvenuta nel 1567. I territori furono divisi tra i figli del defunto langravio: il maggiore Guglielmo ottenne l'Assia-Kassel (comprendente circa metà dei domini paterni), l'Assia-Marburg (un quarto dei territori) andò a Luigi e Giorgio ricevette l'Assia-Darmstadt. All'ultimo figlio, Filippo II, toccò l'Assia-Rheinfels. La prima linea dell'Assia-Rheinfels, ad ogni modo, si estinse già dal 1583 dal momento che lo stesso Filippo non aveva avuto eredi e i suoi territori vennero suddivisi tra l'Assia-Kassel (che ne ricevette la maggior parte) e il restante venne diviso tra l'Assia-Marburg e l'Assia-Darmstadt. La seconda linea, ricreata nel 1627, si estinse nella linea principale nel 1667. Gli succedette nel 1693 la linea d'Assia-Wanfried, con Carlo (1693 - 1711), figlio di Ernesto d'Assia-Rheinfels e Rotenburg. A Guglielmo (1711-1731) successe Cristiano (1731-1755) con il quale si estinse la famiglia e il langraviato passò a Costantino d'Assia-Rheinfels-Rotenburg.
| Nome       | Ritratto | Data di nascita | Regno  | Regno            | Matrimoni Discendenza      | Note                                                                                            |
| Nome       | Ritratto | Data di nascita | Inizio | Fine             | Matrimoni Discendenza      | Note                                                                                            |
| ---------- | -------- | --------------- | ------ | ---------------- | -------------------------- | ----------------------------------------------------------------------------------------------- |
| Filippo II |          | 22 aprile 1541  | 1567   | 30 novembre 1583 | Anna Elisabetta di Simmern | Nel 1583 la linea si estinse e venne divisa tra Assia-Kassel, Assia-Marburg ed Assia-Darmstadt. |

### Assia-Marburgo (1567–1604)
L'Assia-Marburgo era divenuta una contea indipendente con i Giso o Gisonen sin dall'XI secolo. Marburgo, che passò ai Langravi di Turingia nel 1130 circa . Quando la figlia di Sant'Elisabetta d'Ungheria, Sofia di Brabante, fu in grado di assicurare la parte ovest della Turingia al proprio figlio Enrico nel 1265 e venne fondato il Langraviato d'Assia, l'area di Marburgo ne divenne un'area indipendente. Assia-Marburgo, per suo conto, si riferisce solo alle suddivisioni attorno a Marburgo, sulla base dell'antica contea. Questa divenne un principato alla suddivisione dei beni territoriali del langravio d'Assia.
- Questo accadde nel 1485, ma il langravio morì senza eredi e Marburgo venne ricompresa nei domini del Langraviato d'Assia.
- Nuovamente la questione si ripropose nel 1567 quando Filippo I d'Assia detto il Magnanimo divise il proprio langraviato in quattro parti e l'Assia-Marburgo divenne una di queste.

Quando, nel 1604 Luigi IV d'Assia-Marburgo morì senza eredi maschi, egli divise equamente i propri domini tra l'Assia-Kassel (Marburgo) e l'Assia-Darmstadt (Gießen, Nidda), alla sola condizione che entrambi i territori rimanessero luterani. L'Assia-Kassel era, in quel momento storico, di religione calvinista. Mentre le due linee discutevano sui dettagli della divisione, Maurizio di Assia-Kassel annetté l'intero territorio ed introdusse il calvinismo. Dopo una lunga disputa ed un conflitto armato, Maurizio si arrese nel 1627 e lasciò la sua parte di territori all'Assia-Darmstadt. In ogni caso, nella Guerra d'Assia (tra il 1645 ed il 1648, che risultò un sub conflitto della Guerra dei Trent'anni, le due linee, che si trovavano su due fronti opposti, combatterono di nuovo per il possesso dei territori. Questa guerra sterminò i due terzi della popolazione della regione, uno dei più grandi massacri della storia della Germania. Alla fine, il territorio venne diviso secondo le volontà di Ludovico IV. L'Assia-Kassel ottenne la parte a nord e l'Assia-Darmstadt quella a sud.
| Nome     | Ritratto | Data di nascita | Regno  | Regno          | Matrimoni Discendenza                           | Note |
| Nome     | Ritratto | Data di nascita | Inizio | Fine           | Matrimoni Discendenza                           | Note |
| -------- | -------- | --------------- | ------ | -------------- | ----------------------------------------------- | --- |
| Luigi IV |          | 27 maggio 1537  | 1567   | 9 ottobre 1604 | (1) Edvige di Württemberg (2) Maria di Mansfeld | Nel 1604 la linea si estinse e i suoi domini vennero disputati tra gli Assia-Kassel e gli Assia-Darmstadt, nel 1648 venne diviso tra le due linee. |

### Ramo di Assia-Kassel

#### Albero genealogico
|                           |                           |                           |                           |                           |                           | Guglielmo IV                   |                            |                            |                            |                            |                            |                   |                   |                   |                   |                   |                   |                                |                                |                                |                                |                                |                                |                      |                      |                      |                      |                      |                      |                       |                       |                       |                       |                       |                       |                              |                              |                              |                              |                              |                              |                       |                       |                       |                       |                       |                       |                       |                       |                       |                       |                       |                       |  |  |  |  |  |  |  |  |  |  |  |  |  |  |  |  |  |  |  |  |  |  |  |  |
|                           |                           |                           |                           |                           |                           |                                |                            |                            |                            |                            |                            |                   |                   |                   |                   |                   |                   |                                |                                |                                |                                |                                |                                |                      |                      |                      |                      |                      |                      |                       |                       |                       |                       |                       |                       |                              |                              |                              |                              |                              |                              |                       |                       |                       |                       |                       |                       |                       |                       |                       |                       |                       |                       |  |  |  |  |  |  |  |  |  |  |  |  |  |  |  |  |  |  |  |  |  |  |  |  |
|                           |                           |                           |                           |                           |                           | Maurizio *1572 †1632           |                            |                            |                            |                            |                            |                   |                   |                   |                   |                   |                   |                                |                                |                                |                                |                                |                                |                      |                      |                      |                      |                      |                      |                       |                       |                       |                       |                       |                       |                              |                              |                              |                              |                              |                              |                       |                       |                       |                       |                       |                       |                       |                       |                       |                       |                       |                       |  |  |  |  |  |  |  |  |  |  |  |  |  |  |  |  |  |  |  |  |  |  |  |  |
|                           |                           |                           |                           |                           |                           |                                |                            |                            |                            |                            |                            |                   |                   |                   |                   |                   |                   |                                |                                |                                |                                |                                |                                |                      |                      |                      |                      |                      |                      |                       |                       |                       |                       |                       |                       |                              |                              |                              |                              |                              |                              |                       |                       |                       |                       |                       |                       |                       |                       |                       |                       |                       |                       |  |  |  |  |  |  |  |  |  |  |  |  |  |  |  |  |  |  |  |  |  |  |  |  |
|                           |                           |                           |                           |                           |                           |                                |                            |                            |                            |                            |                            |                   |                   |                   |                   |                   |                   |                                |                                |                                |                                |                                |                                |                      |                      |                      |                      |                      |                      |                       |                       |                       |                       |                       |                       |                              |                              |                              |                              |                              |                              |                       |                       |                       |                       |                       |                       |                       |                       |                       |                       |                       |                       |  |  |  |  |  |  |  |  |  |  |  |  |  |  |  |  |  |  |  |  |  |  |  |  |
|                           |                           |                           |                           |                           |                           | Guglielmo V *1602 †1657        | Guglielmo V *1602 †1657    | Guglielmo V *1602 †1657    | Guglielmo V *1602 †1657    | Guglielmo V *1602 †1657    | Guglielmo V *1602 †1657    |                   |                   |                   |                   |                   |                   | Ermanno *1607 †1658            | Ermanno *1607 †1658            | Ermanno *1607 †1658            | Ermanno *1607 †1658            | Ermanno *1607 †1658            | Ermanno *1607 †1658            |                      |                      |                      |                      |                      |                      | Federico *1617 †1655  | Federico *1617 †1655  | Federico *1617 †1655  | Federico *1617 †1655  | Federico *1617 †1655  | Federico *1617 †1655  | Ernesto *1623 †1693          | Ernesto *1623 †1693          | Ernesto *1623 †1693          | Ernesto *1623 †1693          | Ernesto *1623 †1693          | Ernesto *1623 †1693          |                       |                       |                       |                       |                       |                       |                       |                       |                       |                       |                       |                       |  |  |  |  |  |  |  |  |  |  |  |  |  |  |  |  |  |  |  |  |  |  |  |  |
|                           |                           |                           |                           |                           |                           | Guglielmo V *1602 †1657        | Guglielmo V *1602 †1657    | Guglielmo V *1602 †1657    | Guglielmo V *1602 †1657    | Guglielmo V *1602 †1657    | Guglielmo V *1602 †1657    |                   |                   |                   |                   |                   |                   | Ermanno *1607 †1658            | Ermanno *1607 †1658            | Ermanno *1607 †1658            | Ermanno *1607 †1658            | Ermanno *1607 †1658            | Ermanno *1607 †1658            |                      |                      |                      |                      |                      |                      | Federico *1617 †1655  | Federico *1617 †1655  | Federico *1617 †1655  | Federico *1617 †1655  | Federico *1617 †1655  | Federico *1617 †1655  | Ernesto *1623 †1693          | Ernesto *1623 †1693          | Ernesto *1623 †1693          | Ernesto *1623 †1693          | Ernesto *1623 †1693          | Ernesto *1623 †1693          |                       |                       |                       |                       |                       |                       |                       |                       |                       |                       |                       |                       |  |  |  |  |  |  |  |  |  |  |  |  |  |  |  |  |  |  |  |  |  |  |  |  |
|                           |                           |                           |                           |                           |                           |                                |                            |                            |                            |                            |                            |                   |                   |                   |                   |                   |                   |                                |                                |                                |                                |                                |                                |                      |                      |                      |                      |                      |                      |                       |                       |                       |                       |                       |                       |                              |                              |                              |                              |                              |                              |                       |                       |                       |                       |                       |                       |                       |                       |                       |                       |                       |                       |  |  |  |  |  |  |  |  |  |  |  |  |  |  |  |  |  |  |  |  |  |  |  |  |
|                           |                           |                           |                           |                           |                           | Guglielmo VI *1629 †1663       | Guglielmo VI *1629 †1663   | Guglielmo VI *1629 †1663   | Guglielmo VI *1629 †1663   | Guglielmo VI *1629 †1663   | Guglielmo VI *1629 †1663   |                   |                   |                   |                   |                   |                   |                                |                                |                                |                                |                                |                                |                      |                      |                      |                      |                      |                      |                       |                       |                       |                       |                       |                       | Guglielmo *1648 †1725        | Guglielmo *1648 †1725        | Guglielmo *1648 †1725        | Guglielmo *1648 †1725        | Guglielmo *1648 †1725        | Guglielmo *1648 †1725        | Carlo *1649 †1711     | Carlo *1649 †1711     | Carlo *1649 †1711     | Carlo *1649 †1711     | Carlo *1649 †1711     | Carlo *1649 †1711     |                       |                       |                       |                       |                       |                       |  |  |  |  |  |  |  |  |  |  |  |  |  |  |  |  |  |  |  |  |  |  |  |  |
|                           |                           |                           |                           |                           |                           | Guglielmo VI *1629 †1663       | Guglielmo VI *1629 †1663   | Guglielmo VI *1629 †1663   | Guglielmo VI *1629 †1663   | Guglielmo VI *1629 †1663   | Guglielmo VI *1629 †1663   |                   |                   |                   |                   |                   |                   |                                |                                |                                |                                |                                |                                |                      |                      |                      |                      |                      |                      |                       |                       |                       |                       |                       |                       | Guglielmo *1648 †1725        | Guglielmo *1648 †1725        | Guglielmo *1648 †1725        | Guglielmo *1648 †1725        | Guglielmo *1648 †1725        | Guglielmo *1648 †1725        | Carlo *1649 †1711     | Carlo *1649 †1711     | Carlo *1649 †1711     | Carlo *1649 †1711     | Carlo *1649 †1711     | Carlo *1649 †1711     |                       |                       |                       |                       |                       |                       |  |  |  |  |  |  |  |  |  |  |  |  |  |  |  |  |  |  |  |  |  |  |  |  |
|                           |                           |                           |                           |                           |                           |                                |                            |                            |                            |                            |                            |                   |                   |                   |                   |                   |                   |                                |                                |                                |                                |                                |                                |                      |                      |                      |                      |                      |                      |                       |                       |                       |                       |                       |                       |                              |                              |                              |                              |                              |                              |                       |                       |                       |                       |                       |                       |                       |                       |                       |                       |                       |                       |  |  |  |  |  |  |  |  |  |  |  |  |  |  |  |  |  |  |  |  |  |  |  |  |
| Guglielmo VII *1651 †1670 | Guglielmo VII *1651 †1670 | Guglielmo VII *1651 †1670 | Guglielmo VII *1651 †1670 | Guglielmo VII *1651 †1670 | Guglielmo VII *1651 †1670 | Carlo *1654 †1730              | Carlo *1654 †1730          | Carlo *1654 †1730          | Carlo *1654 †1730          | Carlo *1654 †1730          | Carlo *1654 †1730          |                   |                   |                   |                   |                   |                   | Filippo *1655 †1721            | Filippo *1655 †1721            | Filippo *1655 †1721            | Filippo *1655 †1721            | Filippo *1655 †1721            | Filippo *1655 †1721            |                      |                      |                      |                      |                      |                      |                       |                       |                       |                       |                       |                       | Ernesto Leopoldo *1684 †1749 | Ernesto Leopoldo *1684 †1749 | Ernesto Leopoldo *1684 †1749 | Ernesto Leopoldo *1684 †1749 | Ernesto Leopoldo *1684 †1749 | Ernesto Leopoldo *1684 †1749 | Guglielmo *1671 †1731 | Guglielmo *1671 †1731 | Guglielmo *1671 †1731 | Guglielmo *1671 †1731 | Guglielmo *1671 †1731 | Guglielmo *1671 †1731 | Cristiano *1689 †1755 | Cristiano *1689 †1755 | Cristiano *1689 †1755 | Cristiano *1689 †1755 | Cristiano *1689 †1755 | Cristiano *1689 †1755 |  |  |  |  |  |  |  |  |  |  |  |  |  |  |  |  |  |  |  |  |  |  |  |  |
| Guglielmo VII *1651 †1670 | Guglielmo VII *1651 †1670 | Guglielmo VII *1651 †1670 | Guglielmo VII *1651 †1670 | Guglielmo VII *1651 †1670 | Guglielmo VII *1651 †1670 | Carlo *1654 †1730              | Carlo *1654 †1730          | Carlo *1654 †1730          | Carlo *1654 †1730          | Carlo *1654 †1730          | Carlo *1654 †1730          |                   |                   |                   |                   |                   |                   | Filippo *1655 †1721            | Filippo *1655 †1721            | Filippo *1655 †1721            | Filippo *1655 †1721            | Filippo *1655 †1721            | Filippo *1655 †1721            |                      |                      |                      |                      |                      |                      |                       |                       |                       |                       |                       |                       | Ernesto Leopoldo *1684 †1749 | Ernesto Leopoldo *1684 †1749 | Ernesto Leopoldo *1684 †1749 | Ernesto Leopoldo *1684 †1749 | Ernesto Leopoldo *1684 †1749 | Ernesto Leopoldo *1684 †1749 | Guglielmo *1671 †1731 | Guglielmo *1671 †1731 | Guglielmo *1671 †1731 | Guglielmo *1671 †1731 | Guglielmo *1671 †1731 | Guglielmo *1671 †1731 | Cristiano *1689 †1755 | Cristiano *1689 †1755 | Cristiano *1689 †1755 | Cristiano *1689 †1755 | Cristiano *1689 †1755 | Cristiano *1689 †1755 |  |  |  |  |  |  |  |  |  |  |  |  |  |  |  |  |  |  |  |  |  |  |  |  |
|                           |                           |                           |                           |                           |                           |                                |                            |                            |                            |                            |                            |                   |                   |                   |                   |                   |                   |                                |                                |                                |                                |                                |                                |                      |                      |                      |                      |                      |                      |                       |                       |                       |                       |                       |                       |                              |                              |                              |                              |                              |                              |                       |                       |                       |                       |                       |                       |                       |                       |                       |                       |                       |                       |  |  |  |  |  |  |  |  |  |  |  |  |  |  |  |  |  |  |  |  |  |  |  |  |
| FEDERICO *1676 †1751      | FEDERICO *1676 †1751      | FEDERICO *1676 †1751      | FEDERICO *1676 †1751      | FEDERICO *1676 †1751      | FEDERICO *1676 †1751      | Guglielmo VIII *1682 †1760     | Guglielmo VIII *1682 †1760 | Guglielmo VIII *1682 †1760 | Guglielmo VIII *1682 †1760 | Guglielmo VIII *1682 †1760 | Guglielmo VIII *1682 †1760 |                   |                   |                   |                   |                   |                   | Carlo *1692 †1770              | Carlo *1692 †1770              | Carlo *1692 †1770              | Carlo *1692 †1770              | Carlo *1692 †1770              | Carlo *1692 †1770              |                      |                      |                      |                      |                      |                      | Guglielmo *1697 †1761 | Guglielmo *1697 †1761 | Guglielmo *1697 †1761 | Guglielmo *1697 †1761 | Guglielmo *1697 †1761 | Guglielmo *1697 †1761 | Costantino *1716 †1778       | Costantino *1716 †1778       | Costantino *1716 †1778       | Costantino *1716 †1778       | Costantino *1716 †1778       | Costantino *1716 †1778       |                       |                       |                       |                       |                       |                       |                       |                       |                       |                       |                       |                       |  |  |  |  |  |  |  |  |  |  |  |  |  |  |  |  |  |  |  |  |  |  |  |  |
| FEDERICO *1676 †1751      | FEDERICO *1676 †1751      | FEDERICO *1676 †1751      | FEDERICO *1676 †1751      | FEDERICO *1676 †1751      | FEDERICO *1676 †1751      | Guglielmo VIII *1682 †1760     | Guglielmo VIII *1682 †1760 | Guglielmo VIII *1682 †1760 | Guglielmo VIII *1682 †1760 | Guglielmo VIII *1682 †1760 | Guglielmo VIII *1682 †1760 |                   |                   |                   |                   |                   |                   | Carlo *1692 †1770              | Carlo *1692 †1770              | Carlo *1692 †1770              | Carlo *1692 †1770              | Carlo *1692 †1770              | Carlo *1692 †1770              |                      |                      |                      |                      |                      |                      | Guglielmo *1697 †1761 | Guglielmo *1697 †1761 | Guglielmo *1697 †1761 | Guglielmo *1697 †1761 | Guglielmo *1697 †1761 | Guglielmo *1697 †1761 | Costantino *1716 †1778       | Costantino *1716 †1778       | Costantino *1716 †1778       | Costantino *1716 †1778       | Costantino *1716 †1778       | Costantino *1716 †1778       |                       |                       |                       |                       |                       |                       |                       |                       |                       |                       |                       |                       |  |  |  |  |  |  |  |  |  |  |  |  |  |  |  |  |  |  |  |  |  |  |  |  |
|                           |                           |                           |                           |                           |                           |                                |                            |                            |                            |                            |                            |                   |                   |                   |                   |                   |                   |                                |                                |                                |                                |                                |                                |                      |                      |                      |                      |                      |                      |                       |                       |                       |                       |                       |                       |                              |                              |                              |                              |                              |                              |                       |                       |                       |                       |                       |                       |                       |                       |                       |                       |                       |                       |  |  |  |  |  |  |  |  |  |  |  |  |  |  |  |  |  |  |  |  |  |  |  |  |
|                           |                           |                           |                           |                           |                           | Federico II *1720 †1785        | Federico II *1720 †1785    | Federico II *1720 †1785    | Federico II *1720 †1785    | Federico II *1720 †1785    | Federico II *1720 †1785    |                   |                   |                   |                   |                   |                   | Guglielmo *1726 †1810          | Guglielmo *1726 †1810          | Guglielmo *1726 †1810          | Guglielmo *1726 †1810          | Guglielmo *1726 †1810          | Guglielmo *1726 †1810          | Federico *1727 †1772 | Federico *1727 †1772 | Federico *1727 †1772 | Federico *1727 †1772 | Federico *1727 †1772 | Federico *1727 †1772 | Adolfo *1743 †1803    | Adolfo *1743 †1803    | Adolfo *1743 †1803    | Adolfo *1743 †1803    | Adolfo *1743 †1803    | Adolfo *1743 †1803    | Carlo Emanuele *1746 †1812   | Carlo Emanuele *1746 †1812   | Carlo Emanuele *1746 †1812   | Carlo Emanuele *1746 †1812   | Carlo Emanuele *1746 †1812   | Carlo Emanuele *1746 †1812   |                       |                       |                       |                       |                       |                       |                       |                       |                       |                       |                       |                       |  |  |  |  |  |  |  |  |  |  |  |  |  |  |  |  |  |  |  |  |  |  |  |  |
|                           |                           |                           |                           |                           |                           | Federico II *1720 †1785        | Federico II *1720 †1785    | Federico II *1720 †1785    | Federico II *1720 †1785    | Federico II *1720 †1785    | Federico II *1720 †1785    |                   |                   |                   |                   |                   |                   | Guglielmo *1726 †1810          | Guglielmo *1726 †1810          | Guglielmo *1726 †1810          | Guglielmo *1726 †1810          | Guglielmo *1726 †1810          | Guglielmo *1726 †1810          | Federico *1727 †1772 | Federico *1727 †1772 | Federico *1727 †1772 | Federico *1727 †1772 | Federico *1727 †1772 | Federico *1727 †1772 | Adolfo *1743 †1803    | Adolfo *1743 †1803    | Adolfo *1743 †1803    | Adolfo *1743 †1803    | Adolfo *1743 †1803    | Adolfo *1743 †1803    | Carlo Emanuele *1746 †1812   | Carlo Emanuele *1746 †1812   | Carlo Emanuele *1746 †1812   | Carlo Emanuele *1746 †1812   | Carlo Emanuele *1746 †1812   | Carlo Emanuele *1746 †1812   |                       |                       |                       |                       |                       |                       |                       |                       |                       |                       |                       |                       |  |  |  |  |  |  |  |  |  |  |  |  |  |  |  |  |  |  |  |  |  |  |  |  |
|                           |                           |                           |                           |                           |                           |                                |                            |                            |                            |                            |                            |                   |                   |                   |                   |                   |                   |                                |                                |                                |                                |                                |                                |                      |                      |                      |                      |                      |                      |                       |                       |                       |                       |                       |                       |                              |                              |                              |                              |                              |                              |                       |                       |                       |                       |                       |                       |                       |                       |                       |                       |                       |                       |  |  |  |  |  |  |  |  |  |  |  |  |  |  |  |  |  |  |  |  |  |  |  |  |
|                           |                           |                           |                           |                           |                           | Guglielmo IX/I *1743 †1821     | Guglielmo IX/I *1743 †1821 | Guglielmo IX/I *1743 †1821 | Guglielmo IX/I *1743 †1821 | Guglielmo IX/I *1743 †1821 | Guglielmo IX/I *1743 †1821 | Luigi *1766 †1816 | Luigi *1766 †1816 | Luigi *1766 †1816 | Luigi *1766 †1816 | Luigi *1766 †1816 | Luigi *1766 †1816 | Ernesto Costantino *1771 †1849 | Ernesto Costantino *1771 †1849 | Ernesto Costantino *1771 †1849 | Ernesto Costantino *1771 †1849 | Ernesto Costantino *1771 †1849 | Ernesto Costantino *1771 †1849 |                      |                      |                      |                      |                      |                      | Carlo *1784 †1854     | Carlo *1784 †1854     | Carlo *1784 †1854     | Carlo *1784 †1854     | Carlo *1784 †1854     | Carlo *1784 †1854     | Vittorio Amedeo *1779 †1834  | Vittorio Amedeo *1779 †1834  | Vittorio Amedeo *1779 †1834  | Vittorio Amedeo *1779 †1834  | Vittorio Amedeo *1779 †1834  | Vittorio Amedeo *1779 †1834  |                       |                       |                       |                       |                       |                       |                       |                       |                       |                       |                       |                       |  |  |  |  |  |  |  |  |  |  |  |  |  |  |  |  |  |  |  |  |  |  |  |  |
|                           |                           |                           |                           |                           |                           | Guglielmo IX/I *1743 †1821     | Guglielmo IX/I *1743 †1821 | Guglielmo IX/I *1743 †1821 | Guglielmo IX/I *1743 †1821 | Guglielmo IX/I *1743 †1821 | Guglielmo IX/I *1743 †1821 | Luigi *1766 †1816 | Luigi *1766 †1816 | Luigi *1766 †1816 | Luigi *1766 †1816 | Luigi *1766 †1816 | Luigi *1766 †1816 | Ernesto Costantino *1771 †1849 | Ernesto Costantino *1771 †1849 | Ernesto Costantino *1771 †1849 | Ernesto Costantino *1771 †1849 | Ernesto Costantino *1771 †1849 | Ernesto Costantino *1771 †1849 |                      |                      |                      |                      |                      |                      | Carlo *1784 †1854     | Carlo *1784 †1854     | Carlo *1784 †1854     | Carlo *1784 †1854     | Carlo *1784 †1854     | Carlo *1784 †1854     | Vittorio Amedeo *1779 †1834  | Vittorio Amedeo *1779 †1834  | Vittorio Amedeo *1779 †1834  | Vittorio Amedeo *1779 †1834  | Vittorio Amedeo *1779 †1834  | Vittorio Amedeo *1779 †1834  |                       |                       |                       |                       |                       |                       |                       |                       |                       |                       |                       |                       |  |  |  |  |  |  |  |  |  |  |  |  |  |  |  |  |  |  |  |  |  |  |  |  |
|                           |                           |                           |                           |                           |                           | Guglielmo II *1777 †1847       | Guglielmo II *1777 †1847   | Guglielmo II *1777 †1847   | Guglielmo II *1777 †1847   | Guglielmo II *1777 †1847   | Guglielmo II *1777 †1847   |                   |                   |                   |                   |                   |                   | Carlo *1803 †1868              | Carlo *1803 †1868              | Carlo *1803 †1868              | Carlo *1803 †1868              | Carlo *1803 †1868              | Carlo *1803 †1868              |                      |                      |                      |                      |                      |                      | Alessio *1829 †1905   | Alessio *1829 †1905   | Alessio *1829 †1905   | Alessio *1829 †1905   | Alessio *1829 †1905   | Alessio *1829 †1905   |                              |                              |                              |                              |                              |                              |                       |                       |                       |                       |                       |                       |                       |                       |                       |                       |                       |                       |  |  |  |  |  |  |  |  |  |  |  |  |  |  |  |  |  |  |  |  |  |  |  |  |
|                           |                           |                           |                           |                           |                           | Guglielmo II *1777 †1847       | Guglielmo II *1777 †1847   | Guglielmo II *1777 †1847   | Guglielmo II *1777 †1847   | Guglielmo II *1777 †1847   | Guglielmo II *1777 †1847   |                   |                   |                   |                   |                   |                   | Carlo *1803 †1868              | Carlo *1803 †1868              | Carlo *1803 †1868              | Carlo *1803 †1868              | Carlo *1803 †1868              | Carlo *1803 †1868              |                      |                      |                      |                      |                      |                      | Alessio *1829 †1905   | Alessio *1829 †1905   | Alessio *1829 †1905   | Alessio *1829 †1905   | Alessio *1829 †1905   | Alessio *1829 †1905   |                              |                              |                              |                              |                              |                              |                       |                       |                       |                       |                       |                       |                       |                       |                       |                       |                       |                       |  |  |  |  |  |  |  |  |  |  |  |  |  |  |  |  |  |  |  |  |  |  |  |  |
|                           |                           |                           |                           |                           |                           | Federico Guglielmo *1802 †1875 |                            |                            |                            |                            |                            |                   |                   |                   |                   |                   |                   |                                |                                |                                |                                |                                |                                |                      |                      |                      |                      |                      |                      |                       |                       |                       |                       |                       |                       |                              |                              |                              |                              |                              |                              |                       |                       |                       |                       |                       |                       |                       |                       |                       |                       |                       |                       |  |  |  |  |  |  |  |  |  |  |  |  |  |  |  |  |  |  |  |  |  |  |  |  |

#### Assia-Kassel (1567-1866)

##### Langravi d'Assia-Kassel (1567-1803)
L'Assia-Kassel  fu un principato del Sacro Romano Impero creato quando la contea di Assia venne divisa nel 1568 alla morte del conte Filippo I di Assia; suo figlio primogenito Guglielmo ereditò la parte nord e la capitale Kassel. Gli altri figli ricevettero le contee di Assia-Marburg, di Assia-Rheinfels e di Assia-Darmstadt. I voti al Reichstag erano due: uno proprio e uno per il controllato Principato di Hersfeld, oltre a svariate partecipazioni a gruppi di territori minori. La casata di Assia fu una dinastia che discendeva dai progenitori del protestantesimo. Infatti, sia Filippo I di Assia, che Guglielmo V d'Assia-Kassel e Maurizio d'Assia-Kassel sposarono i discendenti del re Giorgio di Boemia. Da Guglielmo VI in avanti, erano sempre discendenti di Guglielmo I d'Orange, leader dell'indipendentismo olandese basato sul Calvinismo. La contea di Assia-Kassel si espanse nel 1604 quando il conte Maurizio d'Assia-Kassel ereditò la contea di Assia-Marburgo da suo zio Luigi IV d'Assia-Marburgo (1537-1604).
Durante la guerra dei trent'anni, l'Assia-Kassel si alleò con la Svezia. Il conte Guglielmo V e, dopo la sua morte nel 1637 la sua vedova Amelia di Hanau, nipote di Guglielmo I d'Orange, come reggente, supportarono la causa protestante anche quando la contea venne occupata dalle truppe imperiali. Sotto Federico I di Svezia la contea di Assia-Kassel ebbe un'unione personale con la Svezia dal 1730 al 1751. La contea di Assia-Kassel nel Seicento e nel Settecento, affittò le proprie truppe come mercenari. Federico II fornì, dietro ingenti pagamenti in denaro, cospicui contingenti delle sue truppe, i cosiddetti Assiani, a suo nipote Giorgio III del Regno Unito che li impiegò per rafforzare il corpo di spedizione inviato a reprimere la rivolta delle colonie americane durante la Rivoluzione americana.
Durante il XVII secolo la contea venne divisa in varie contee per esigenze dinastiche creando linee cadette:
- Contea di Assia-Rotenburg (1627–1834)
- Contea di Assia-Eschwege (1627–1655)
- Contea di Assia-Rheinfels (1627–1755)
- Contea di Assia-Philippsthal (1677)
- Contea di Assia-Philippsthal-Barchfeld (1684)
- Contea di Assia-Rumpenheim

| Nome           | Ritratto | Data di nascita  | Regno             | Regno             | Matrimoni Discendenza                                         | Note                                                               |
| Nome           | Ritratto | Data di nascita  | Inizio            | Fine              | Matrimoni Discendenza                                         | Note                                                               |
| -------------- | -------- | ---------------- | ----------------- | ----------------- | ------------------------------------------------------------- | ------------------------------------------------------------------ |
| Guglielmo IV   |          | 24 giugno 1532   | 31 marzo 1567     | 25 agosto 1592    | Sabina di Württemberg                                         | Alla morte del padre nel 1567, ricevette la parte di Kassel        |
| Maurizio       |          | 25 maggio 1572   | 25 agosto 1592    | 15 marzo 1632     | (1) Agnese di Solms-Laubach (2) Giuliana di Nassau-Dillenburg | Succedette al padre Guglielmo IV d'Assia-Kassel nel 1567           |
| Guglielmo V    |          | 14 febbraio 1602 | 15 marzo 1632     | 21 settembre 1637 | Amalia Elisabetta di Hanau-Münzenberg                         | Figlio di Maurizio, succedette al padre dopo che abdicò nel 1632   |
| Guglielmo VI   |          | 23 maggio 1629   | 21 settembre 1637 | 17 luglio 1663    | Edvige Sofia di Brandeburgo                                   | Succedette al padre Guglielmo V all'età di sette anni, nel 1637    |
| Guglielmo VII  |          | 21 giugno 1651   | 17 luglio 1663    | 21 novembre 1670  | no matrimonio                                                 | Figlio successore di Guglielmo VI d'Assia-Kassel                   |
| Carlo I        |          | 3 agosto 1654    | 21 novembre 1670  | 23 marzo 1730     | Amalia di Curlandia                                           | Figlio di Guglielmo VI, regnò per quasi sessant'anni               |
| Federico I     |          | 17 aprile 1676   | 23 marzo 1730     | 25 marzo 1751     | (1) Luisa Dorotea di Prussia (2) Ulrica Eleonora di Svezia    | Figlio di Carlo I, fu principe consorte e poi re di Svezia         |
| Guglielmo VIII |          | 10 marzo 1682    | 25 marzo 1751     | 1º febbraio 1760  | Dorotea Guglielmina di Sassonia-Zeitz                         | Figlio di Carlo I e quindi fratello minore di Federico I di Svezia |
| Federico II    |          | 14 agosto 1720   | 1º febbraio 1760  | 31 ottobre 1785   | (1) Maria di Hannover (2) Filippina di Brandeburgo-Schwedt    | Figlio di Guglielmo VIII e genero di Giorgio II di Gran Bretagna   |
| Guglielmo IX   |          | 3 giugno 1743    | 31 ottobre 1785   | 15 maggio 1803    | Guglielmina Carolina di Danimarca                             | Ultimo langravio in quanto si elevò a principe elettore            |

##### Principe elettore (1803-1866)
A seguito della riorganizzazione degli stati germanici durante il Reichsdeputationshauptschluss del 1803, il langraviato dell'Assia-Kassel divenne elettorato d'Assia (Kurfürstentum Hessen) ed il langravio Guglielmo IX d'Assia-Kassel venne promosso a principe elettore (Kurfürst), prendendo il titolo di Guglielmo I, elettore di Assia. Il principato divenne da allora noto con il nome di Kurhessen, sebbene ci si continuasse a riferirsi ad esso con il nome di Assia-Kassel. Guglielmo I ripartì lo stato nelle quattro provincie di Kassel, Assia, Fulda e Hanau, ma nel 1806 fu spodestato da Napoleone ed il principato assorbito dal regno di Westfalia. Reintegrato solo nel 1814, gli succedettero l'elettore Guglielmo II (1821-1847), che introdusse la denominazione ufficiale di Assia elettorale (Kurhessen) e Federico Guglielmo I (1847-1866) che fu sconfitto dalla Prussia, la quale invase l'elettorato.
| Nome               | Ritratto | Data di nascita | Regno            | Regno            | Matrimoni Discendenza                                                                            | Note                                                           |
| Nome               | Ritratto | Data di nascita | Inizio           | Fine             | Matrimoni Discendenza                                                                            | Note                                                           |
| ------------------ | -------- | --------------- | ---------------- | ---------------- | ------------------------------------------------------------------------------------------------ | -------------------------------------------------------------- |
| Guglielmo I        |          | 3 giugno 1743   | 15 maggio 1803   | 27 febbraio 1821 | Guglielmina Carolina di Danimarca                                                                | Deposto nel 1806 dai francesi poi ritornato sul trono nel 1813 |
| Guglielmo II       |          | 28 luglio 1777  | 27 febbraio 1821 | 20 novembre 1847 | (1) Augusta di Prussia (2) Emilie Ortlöpp (morganatico) (3) Karoline von Berlepsch (morganatico) | Figlio del precedente, regnò dal 1821 al 1847                  |
| Federico Guglielmo |          | 20 agosto 1802  | 20 novembre 1847 | 23 agosto 1866   | Gertrude Falkenstein (morganatico)                                                               | Nel 1866 l'Assia-Kassel fu annessa al Regno di Prussia         |

##### Capo del casato d'Assia-Kassel (1866-1968)
Dopo la caduta dell'elettorato, invaso dalla Prussia, si succedettero i capi della casata d'Assia-Kassel.
| Nome                   | Ritratto | Data di nascita | Regno           | Regno           | Matrimoni Discendenza                                  | Note                                                           |
| Nome                   | Ritratto | Data di nascita | Inizio          | Fine            | Matrimoni Discendenza                                  | Note                                                           |
| ---------------------- | -------- | --------------- | --------------- | --------------- | ------------------------------------------------------ | -------------------------------------------------------------- |
| Federico Guglielmo     |          | 20 agosto 1802  | 23 agosto 1866  | 6 gennaio 1875  | Gertrude Falkenstein (morganatico)                     | Deposto nel 1866 dopo l'invasione della Prussia                |
| Federico Guglielmo II  |          | \\              | 6 gennaio 1875  | 14 ottobre 1884 | (1) Aleksandra Nikolaevna Romanova (2) Anna di Prussia | Discendente di Federico II, langravio d'Assia-Kassel           |
| Federico Guglielmo III |          | 15 ottobre 1854 | 14 ottobre 1884 | 14 ottobre 1888 | no matrimonio                                          | Figlio di Federico Guglielmo III                               |
| Alessandro Federico    |          | 25 gennaio 1863 | 14 ottobre 1888 | 16 marzo 1925   | Gisela Stockhorner von Starein (morganatico)           | Rinunciò ai diritti sulla casata per sposarsi morganaticamente |
| Federico Carlo         |          | 1º maggio 1868  | 16 marzo 1925   | 28 maggio 1940  | Margherita di Prussia                                  | Succedette al fratello, fu re di Finlandia nel 1918            |
| Filippo                |          | 6 novembre 1896 | 28 maggio 1940  | 20 maggio 1968  | Mafalda di Savoia                                      | Nel 1968 divenne Capo della casa d'Assia riunita               |

#### Assia (riunita, 1968-oggi)
Il 28 maggio 1940, alla morte del padre, Federico Carlo, Filippo d'Assia gli successe come capo della Casa elettorale d'Assia-Kassel, e successivamente, il 30 maggio 1968, alla scomparsa del lontano cugino, Luigi d'Assia-Darmstadt, granduca titolare d'Assia e del Reno e Capo della dinastia d'Assia ducale, il quale aveva adottato Filippo, egli gli successe anche come capo di quest'ultima, unificando così l'intera Casa d'Assia, divisa dal 1567.
| Nome     | Ritratto | Data di nascita | Regno           | Regno           | Matrimoni Discendenza                  | Note                                                  |
| Nome     | Ritratto | Data di nascita | Inizio          | Fine            | Matrimoni Discendenza                  | Note                                                  |
| -------- | -------- | --------------- | --------------- | --------------- | -------------------------------------- | ----------------------------------------------------- |
| Filippo  |          | 6 novembre 1896 | 20 maggio 1968  | 25 ottobre 1980 | Mafalda di Savoia                      | Nel 1968 divenne Granduca titolare d'Assia e del Reno |
| Maurizio |          | 6 agosto 1926   | 25 ottobre 1980 | 23 maggio 2013  | Tatiana di Sayn-Wittgenstein-Berleburg | Figlio del granduca Filippo e di Mafalda di Savoia    |
| Donato   |          | 17 ottobre 1966 | 23 maggio 2013  | in carica       | Floria von Faber-Castell               | Figlio di Maurizio d'Assia                            |

#### Assia-Rheinfels (II casata, 1627–1754)
Il langraviato di Assia-Rheinfels, era un antico stato tedesco esistente alternativamente in Germania tra il 1567 ed il 1754; esso comprendeva l'area attorno a St. Goar (riva sinistra del Reno) oltre a Reichenberg, Hohenstein und Braubach (sulla riva destra del Reno), ed era retto da una linea collaterale della casa d'Assia. Il langraviato si era originato dalla divisione del langraviato d'Assia alla morte di Filippo I d'Assia, avvenuta nel 1567. I territori furono divisi tra i figli del defunto langravio: il maggiore Guglielmo ottenne l'Assia-Kassel (comprendente circa metà dei domini paterni), l'Assia-Marburg (un quarto dei territori) andò a Luigi e Giorgio ricevette l'Assia-Darmstadt. All'ultimo figlio, Filippo II, toccò l'Assia-Rheinfels. La prima linea dell'Assia-Rheinfels, ad ogni modo, si estinse già dal 1583 dal momento che lo stesso Filippo non aveva avuto eredi e i suoi territori vennero suddivisi tra l'Assia-Kassel (che ne ricevette la maggior parte) e il restante venne diviso tra l'Assia-Marburg e l'Assia-Darmstadt. La seconda linea, ricreata nel 1627, si estinse nella linea principale nel 1667. Gli succedette nel 1693 la linea d'Assia-Wanfried, con Carlo (1693 - 1711), figlio di Ernesto d'Assia-Rheinfels e Rotenburg. A Guglielmo (1711-1731) successe Cristiano (1731-1755) con il quale si estinse la famiglia e il langraviato passò a Costantino d'Assia-Rheinfels-Rotenburg.
| Nome            | Ritratto | Data di nascita  | Regno            | Regno            | Matrimoni Discendenza | Note                                                         |
| Nome            | Ritratto | Data di nascita  | Inizio           | Fine             | Matrimoni Discendenza | Note                                                         |
| --------------- | -------- | ---------------- | ---------------- | ---------------- | --- | ------------------------------------------------------------ |
| Ernesto         |          | 8 dicembre 1623  | 1627             | 2 maggio 1693    | (1 )Maria Eleonora di Solms-Hohensolms (2) Alexandrine von Dürnizl                                                            | Figlio di Maurizio d'Assia-Kassel                            |
| Carlo           |          | 19 luglio 1649   | 1667             | 1711             | (1) Sofia Maddalena di Salm-Reifferscheid (2 )Giuliana Alessandrina di Leiningen-Dagsburg                                     | Figlio del precedente                                        |
| Guglielmo II    |          | 25 agosto 1671   | 1711             | 1º aprile 1731   | Ernestina del Palatinato-Sulzbach                                                                                             | Figlio del precedente                                        |
| Cristiano       |          | 17 luglio 1689   | 1º aprile 1731   | 21 ottobre 1755  | Maria Francesca di Hohenlohe-Bartenstein                                                                                      | Nel 1755 Wanfried-Rheinfels venne unito all'Assia-Rotenburg  |
| Costantino      |          | 24 maggio 1716   | 21 ottobre 1755  | 30 dicembre 1778 | (1) Sofia von Starhemberg (2) Jeanne de Bombelles                                                                             | Ereditò Rheinfels nel 1755, con la morte del precedente      |
| Carlo Emanuele  |          | 5 giugno 1746    | 30 dicembre 1778 | 23 marzo 1812    | Leopoldina del Liechtenstein                                                                                                  | Nel 1806, l'Assia-Rotenburg fu annessa al Regno di Vestfalia |
| Vittorio Amedeo |          | 2 settembre 1779 | 10 luglio 1813   | 12 novembre 1834 | (1) Leopoldina di Fürstenberg Elisabetta di Hohenlohe-Langenburg (2) Eleonora di Salm-Reifferscheidt-Krautheim e Gerlachsheim | Con la sua morte Rotenburg venne riunita all'Assia-Kassel    |

#### Assia-Rotenburg (1627–1834)
L'Assia-Rotenburg fu un langraviato tedesco che terminò nel 1834. Nel 1627 Ernesto (1623-1693), il figlio più giovane di Maurizio d'Assia-Kassel (m. 1632), ricevette Rheinfels e la bassa Contea di Katzenelnbogen come eredità, e molti anni dopo, alla morte dei due suoi fratelli, aggiunse nei suoi domini anche Eschwege, Rotenburg, Wanfried e altri distretti. Il langravio Ernesto, che si era convertito al cattolicesimo, fu un grande viaggiatore ed uno scrittore produttivo. Nel 1700 circa i suoi due figli, Guglielmo (m. 1725) e Carlo (m. 1731), divisero i loro territori e fondarono le famiglie di Assia-Rotenburg e Assia-Wanfried. Quest'ultima famiglia si estinse nel 1755 quando il nipote di Guglielmo, Costantino riunì tutte le terre eccetto Rheinfels, che venne acquisita dall'Assia-Kassel nel 1735, mentre lui governò personalmente l'Assia-Rotenburg come langravio. Alla Pace di Lunéville del 1801 la parte del langraviato sulla riva sinistra del Reno si arrese alla Francia e nel 1815 altre parti vennero cedute alla Prussia; il langravio Vittorio Amedeo venne ricompensato con l'abbazia di Corvey e il ducato di Ratibor, in Slesia. Quando il 12 novembre 1834 il langravio morì, le parti rimanenti dell'Assia-Rotenburg vennero unite all'Assia-Kassel in accordo con i concordati del 1627. 
| Nome             | Ritratto | Data di nascita  | Regno            | Regno            | Matrimoni Discendenza | Note                                                            |
| Nome             | Ritratto | Data di nascita  | Inizio           | Fine             | Matrimoni Discendenza | Note                                                            |
| ---------------- | -------- | ---------------- | ---------------- | ---------------- | --- | --------------------------------------------------------------- |
| Ermanno IV       |          | 15 agosto 1607   | 1627             | 1658             | (1) Sofia Giuliana di Waldeck (2) Cunegonda Giuliana di Anhalt-Dessau                                                         | Fu anche langravio di Assia-Rotenburg                           |
| Ernesto          |          | 8 dicembre 1623  | 1658             | 2 maggio 1693    | (1 )Maria Eleonora di Solms-Hohensolms (2) Alexandrine von Dürnizl                                                            | Figlio di Maurizio d'Assia-Kassel                               |
| Guglielmo        |          | 15 maggio 1648   | 2 maggio 1693    | 20 novembre 1725 | Maria Anna di Lowenstein-Wertheim-Rochefort                                                                                   | Era il figlio maggiore di Ernesto d'Assia-Rheinfels             |
| Ernesto Leopoldo |          | giugno 1684      | 20 novembre 1725 | 29 novembre 1749 | Eleonora Maria di Löwenstein-Wertheim-Rochefort                                                                               | Figlio del precedente Guglielmo d'Assia-Rotenburg               |
| Costantino       |          | 24 maggio 1716   | 29 novembre 1749 | 30 dicembre 1778 | (1) Sofia von Starhemberg (2) Jeanne de Bombelles                                                                             | Figlio del precedente e cognato di Carlo Emanuele III di Savoia |
| Carlo Emanuele   |          | 5 giugno 1746    | 30 dicembre 1778 | 23 marzo 1812    | Leopoldina del Liechtenstein                                                                                                  | Nel 1806, l'Assia-Rotenburg fu annessa al Regno di Vestfalia    |
| Vittorio Amedeo  |          | 2 settembre 1779 | 10 luglio 1813   | 12 novembre 1834 | (1) Leopoldina di Fürstenberg Elisabetta di Hohenlohe-Langenburg (2) Eleonora di Salm-Reifferscheidt-Krautheim e Gerlachsheim | Con la sua morte Rotenburg venne riunita all'Assia-Kassel       |

#### Assia-Wanfried (1649–1755)
l langraviato di Assia-Eschwege (Hesse-Eschwege in lingua originale) o di Assia-Wanfried-Eschwege fu uno stato tedesco esistente dal 1632 al 1755. Aveva il rango di principato del Sacro Romano Impero ed era ubicato nell'attuale stato federato dell'Assia. Governato da un ramo secondario della casata d'Assia, sottostava alla giurisdizione formale dell'Assia-Kassel.
| Nome         | Ritratto | Data di nascita | Regno             | Regno             | Matrimoni Discendenza                                                                     | Note                                                        |
| Nome         | Ritratto | Data di nascita | Inizio            | Fine              | Matrimoni Discendenza                                                                     | Note                                                        |
| ------------ | -------- | --------------- | ----------------- | ----------------- | ----------------------------------------------------------------------------------------- | ----------------------------------------------------------- |
| Federico     |          | 9 maggio 1617   | 1632              | 24 settembre 1655 | Eleonora Caterina del Palatinato-Zweibrücken-Kleeburg                                     | Figlio di Maurizio d'Assia-Kassel                           |
| Ernesto      |          | 8 dicembre 1623 | 24 settembre 1655 | 1667              | (1 )Maria Eleonora di Solms-Hohensolms (2) Alexandrine von Dürnizl                        | Figlio di Maurizio d'Assia-Kassel                           |
| Carlo        |          | 19 luglio 1649  | 1667              | 1711              | (1) Sofia Maddalena di Salm-Reifferscheid (2 )Giuliana Alessandrina di Leiningen-Dagsburg | Figlio del precedente                                       |
| Guglielmo II |          | 25 agosto 1671  | 1711              | 1º aprile 1731    | Ernestina del Palatinato-Sulzbach                                                         | Figlio del precedente                                       |
| Cristiano    |          | 17 luglio 1689  | 1º aprile 1731    | 21 ottobre 1755   | Maria Francesca di Hohenlohe-Bartenstein                                                  | Nel 1755 Wanfried-Rheinfels venne unito all'Assia-Rotenburg |

#### Assia-Philippsthal (1663-1866)

##### Langravi d'Assia-Philippsthal
Il langraviato d'Assia-Philippsthal fu un territorio del Sacro Romano Impero dato in appannaggio ad un ramo secondario del casato d'Assia. Incentrato sulla città di Philippsthal, comprendeva anche le municipalità di Vacha e Werra. La linea ebbe inizio nel 1685 con Filippo I d'Assia-Philippsthal (14 dicembre 1655 - 18 giugno 1721), terzo figlio del langravio Guglielmo VI d'Assia-Kassel e della principessa Edvige Sofia di Brandeburgo. Lo stato prese il nome dal castello di Philippsthal, la cui costruzione fu iniziata anch'essa nel 1685 da Filippo I. Un ramo cadetto di questa casa, quello degli Assia-Philippsthal-Barchfeld, ebbe origine nel 1721 da uno dei figli di Filippo I, Guglielmo. Nel 1866, Carlo II d'Assia-Philippsthal fu deposto a seguito dell'invasione della Prussia.
| Nome               | Ritratto | Data di nascita   | Regno            | Regno            | Matrimoni Discendenza                                                 | Note                                                       |
| Nome               | Ritratto | Data di nascita   | Inizio           | Fine             | Matrimoni Discendenza                                                 | Note                                                       |
| ------------------ | -------- | ----------------- | ---------------- | ---------------- | --------------------------------------------------------------------- | ---------------------------------------------------------- |
| Filippo            |          | 14 dicembre 1655  | 16 luglio 1663   | 18 giugno 1721   | Caterina Amalia di Solms-Laubach                                      | Figlio di Guglielmo VI d'Assia-Kassel                      |
| Carlo I            |          | 23 settembre 1682 | 18 giugno 1721   | 8 maggio 1770    | Carolina Cristina di Sassonia-Eisenach                                | Figlio del precedente                                      |
| Guglielmo          |          | 29 agosto 1726    | 8 maggio 1770    | 8 agosto 1810    | Ulrica Eleonora d'Assia-Philippsthal-Barchfeld                        | Nel 1806 l'Assia-Philippsthal venne annessa alla Vestfalia |
| Luigi              |          | 8 ottobre 1766    | 8 agosto 1810    | 15 febbraio 1816 | Maria Francesca Berghe di Trips                                       | Figlio del precedente                                      |
| Ernesto Costantino |          | 8 agosto 1771     | 15 febbraio 1816 | 25 dicembre 1849 | (1) Luisa di Schwarzburg-Rudolstadt (2) Carolina d'Assia-Philippsthal | Figlio di Guglielmo d'Assia-Philippsthal                   |
| Carlo II           |          | 22 maggio 1803    | 25 dicembre 1849 | 23 agosto 1866   | Maria di Württemberg                                                  | Il langraviato venne annesso al Regno di Prussia           |

##### Capo della casa d'Assia-Philippsthal
Con l'invasione della Prussia, si succedettero i capi della casata d'Assia-Philippsthal.
| Nome      | Ritratto | Data di nascita  | Regno            | Regno            | Matrimoni Discendenza             | Note                                                                     |
| Nome      | Ritratto | Data di nascita  | Inizio           | Fine             | Matrimoni Discendenza             | Note                                                                     |
| --------- | -------- | ---------------- | ---------------- | ---------------- | --------------------------------- | ------------------------------------------------------------------------ |
| Carlo II  |          | 22 maggio 1803   | 23 agosto 1866   | 12 febbraio 1868 | Maria di Württemberg              | Deposto dall'invasione del Regno di Prussia                              |
| Ernesto   |          | 20 dicembre 1846 | 12 febbraio 1868 | 22 dicembre 1925 | no matrimonio                     | Con la sua morte la carica passo a Clodoveo Assia-Philippsthal-Barchfeld |
| Clodoveo  |          | 30 luglio 1876   | 22 dicembre 1925 | 17 novembre 1954 | Carolina di Solms-Hohensolms-Lich | Figlio del precedente                                                    |
| Guglielmo |          | 14 agosto 1933   | 17 novembre 1954 | in carica        | Oda-Mathilde von Garmissen        | Figlio del principe Guglielmo e nipote di Clodoveo                       |

#### Assia-Philippsthal-Barchfeld (1721-1866)
L'Assia-Philippsthal-Barchfeld esistette dal 1721 al 1866 con la qualifica di langraviato; essa appartenne ad una linea cadetta del langravi d'Assia-Kassel, i quali avevano designato la città di Barchfeld a propria capitale. Iniziatore di questa linea fu il langravio Guglielmo d'Assia-Philippsthal-Barchfeld, figlio secondogenito del langravio Filippo I d'Assia-Philippsthal, col quale era iniziata la linea d'Assia-Philippsthal nel 1685. Nel 1866 il langraviato fu annesso dalla Prussia.

##### Langravi d'Assia-Philippsthal-Barchfeld
| Nome      | Ritratto | Data di nascita   | Regno            | Regno            | Matrimoni Discendenza                                                  | Note                                                             |
| Nome      | Ritratto | Data di nascita   | Inizio           | Fine             | Matrimoni Discendenza                                                  | Note                                                             |
| --------- | -------- | ----------------- | ---------------- | ---------------- | ---------------------------------------------------------------------- | ---------------------------------------------------------------- |
| Guglielmo |          | 1º aprile 1692    | 18 giugno 1721   | 13 maggio 1761   | Carlotta Guglielmina di Anhalt-Bernburg-Schaumburg-Hoym                | Figlio di Filippo d'Assia-Philippsthal                           |
| Federico  |          | 13 febbraio 1727  | 13 maggio 1761   | 13 novembre 1777 | Sofia Enrichetta di Salm-Grumbach                                      | Unico figlio del precedente                                      |
| Adolfo    |          | 29 giugno 1743    | 13 novembre 1777 | 17 luglio 1803   | Luisa di Sassonia-Meiningen                                            | Figlio del langravio Guglielmo                                   |
| Carlo     |          | 27 giugno 1784    | 17 luglio 1803   | 17 luglio 1854   | (1) Augusta di Hohenlohe-Ingelfingen (2) Sofia di Bentheim e Steinfurt | Nel 1806 l'Assia-Philippsthal-Barchfeld fu annessa in Vestfalia  |
| Alessio   |          | 13 settembre 1829 | 17 luglio 1854   | 1º ottobre 1866  | Luisa di Prussia                                                       | Nel 1866 l'Assia-Philippsthal-Barchfeld fu annesso alla Prussia. |

##### Capo della casa d'Assia-Philippsthal-Barchfeld
Con l'invasione della Prussia, si succedettero i capi della casata d'Assia-Philippsthal-Barchfeld.
| Nome      | Ritratto | Data di nascita   | Regno            | Regno            | Matrimoni Discendenza             | Note                                                             |
| Nome      | Ritratto | Data di nascita   | Inizio           | Fine             | Matrimoni Discendenza             | Note                                                             |
| --------- | -------- | ----------------- | ---------------- | ---------------- | --------------------------------- | ---------------------------------------------------------------- |
| Alessio   |          | 13 settembre 1829 | 1º ottobre 1866  | 16 agosto 1905   | Luisa di Prussia                  | Nel 1866 l'Assia-Philippsthal-Barchfeld fu annesso alla Prussia. |
| Clodoveo  |          | 30 luglio 1876    | 16 agosto 1905   | 17 novembre 1954 | Carolina di Solms-Hohensolms-Lich | Figlio del precedente                                            |
| Guglielmo |          | 14 agosto 1933    | 17 novembre 1954 | in carica        | Oda-Mathilde von Garmissen        | Figlio del principe Guglielmo e nipote di Clodoveo               |

### Ramo di Assia-Darmstadt

#### Albero genealogico
|                       |                       |                       |                       |                       |                       | Giorgio I                 |                           |                           |                           |                           |                           |                              |                              |                              |                              |                              |                              |                                  |                                  |                                  |                                  |                                  |                                  |                               |                               |                               |                               |                               |                               |                                |                                |                                |                                |                                |                                |                        |                        |                        |                        |                        |                        |  |  |  |  |  |  |  |  |  |  |  |  |  |  |  |  |  |  |  |  |  |  |  |  |
|                       |                       |                       |                       |                       |                       |                           |                           |                           |                           |                           |                           |                              |                              |                              |                              |                              |                              |                                  |                                  |                                  |                                  |                                  |                                  |                               |                               |                               |                               |                               |                               |                                |                                |                                |                                |                                |                                |                        |                        |                        |                        |                        |                        |  |  |  |  |  |  |  |  |  |  |  |  |  |  |  |  |  |  |  |  |  |  |  |  |
|                       |                       |                       |                       |                       |                       |                           |                           |                           |                           |                           |                           |                              |                              |                              |                              |                              |                              |                                  |                                  |                                  |                                  |                                  |                                  |                               |                               |                               |                               |                               |                               |                                |                                |                                |                                |                                |                                |                        |                        |                        |                        |                        |                        |  |  |  |  |  |  |  |  |  |  |  |  |  |  |  |  |  |  |  |  |  |  |  |  |
|                       |                       |                       |                       |                       |                       | Luigi V *1577 †1626       | Luigi V *1577 †1626       | Luigi V *1577 †1626       | Luigi V *1577 †1626       | Luigi V *1577 †1626       | Luigi V *1577 †1626       |                              |                              |                              |                              |                              |                              | Filippo III *1581 †1643          | Filippo III *1581 †1643          | Filippo III *1581 †1643          | Filippo III *1581 †1643          | Filippo III *1581 †1643          | Filippo III *1581 †1643          |                               |                               |                               |                               |                               |                               | Federico I *1585 †1638         | Federico I *1585 †1638         | Federico I *1585 †1638         | Federico I *1585 †1638         | Federico I *1585 †1638         | Federico I *1585 †1638         |                        |                        |                        |                        |                        |                        |  |  |  |  |  |  |  |  |  |  |  |  |  |  |  |  |  |  |  |  |  |  |  |  |
|                       |                       |                       |                       |                       |                       | Luigi V *1577 †1626       | Luigi V *1577 †1626       | Luigi V *1577 †1626       | Luigi V *1577 †1626       | Luigi V *1577 †1626       | Luigi V *1577 †1626       |                              |                              |                              |                              |                              |                              | Filippo III *1581 †1643          | Filippo III *1581 †1643          | Filippo III *1581 †1643          | Filippo III *1581 †1643          | Filippo III *1581 †1643          | Filippo III *1581 †1643          |                               |                               |                               |                               |                               |                               | Federico I *1585 †1638         | Federico I *1585 †1638         | Federico I *1585 †1638         | Federico I *1585 †1638         | Federico I *1585 †1638         | Federico I *1585 †1638         |                        |                        |                        |                        |                        |                        |  |  |  |  |  |  |  |  |  |  |  |  |  |  |  |  |  |  |  |  |  |  |  |  |
|                       |                       |                       |                       |                       |                       |                           |                           |                           |                           |                           |                           |                              |                              |                              |                              |                              |                              |                                  |                                  |                                  |                                  |                                  |                                  |                               |                               |                               |                               |                               |                               |                                |                                |                                |                                |                                |                                |                        |                        |                        |                        |                        |                        |  |  |  |  |  |  |  |  |  |  |  |  |  |  |  |  |  |  |  |  |  |  |  |  |
|                       |                       |                       |                       |                       |                       | Giorgio II *1605 †1671    | Giorgio II *1605 †1671    | Giorgio II *1605 †1671    | Giorgio II *1605 †1671    | Giorgio II *1605 †1671    | Giorgio II *1605 †1671    | Giovanni *1609 †1651         | Giovanni *1609 †1651         | Giovanni *1609 †1651         | Giovanni *1609 †1651         | Giovanni *1609 †1651         | Giovanni *1609 †1651         | Guglielmo Cristoforo *1625 †1681 | Guglielmo Cristoforo *1625 †1681 | Guglielmo Cristoforo *1625 †1681 | Guglielmo Cristoforo *1625 †1681 | Guglielmo Cristoforo *1625 †1681 | Guglielmo Cristoforo *1625 †1681 | Giorgio Cristiano *1626 †1677 | Giorgio Cristiano *1626 †1677 | Giorgio Cristiano *1626 †1677 | Giorgio Cristiano *1626 †1677 | Giorgio Cristiano *1626 †1677 | Giorgio Cristiano *1626 †1677 | Federico II *1633 †1708        | Federico II *1633 †1708        | Federico II *1633 †1708        | Federico II *1633 †1708        | Federico II *1633 †1708        | Federico II *1633 †1708        |                        |                        |                        |                        |                        |                        |  |  |  |  |  |  |  |  |  |  |  |  |  |  |  |  |  |  |  |  |  |  |  |  |
|                       |                       |                       |                       |                       |                       | Giorgio II *1605 †1671    | Giorgio II *1605 †1671    | Giorgio II *1605 †1671    | Giorgio II *1605 †1671    | Giorgio II *1605 †1671    | Giorgio II *1605 †1671    | Giovanni *1609 †1651         | Giovanni *1609 †1651         | Giovanni *1609 †1651         | Giovanni *1609 †1651         | Giovanni *1609 †1651         | Giovanni *1609 †1651         | Guglielmo Cristoforo *1625 †1681 | Guglielmo Cristoforo *1625 †1681 | Guglielmo Cristoforo *1625 †1681 | Guglielmo Cristoforo *1625 †1681 | Guglielmo Cristoforo *1625 †1681 | Guglielmo Cristoforo *1625 †1681 | Giorgio Cristiano *1626 †1677 | Giorgio Cristiano *1626 †1677 | Giorgio Cristiano *1626 †1677 | Giorgio Cristiano *1626 †1677 | Giorgio Cristiano *1626 †1677 | Giorgio Cristiano *1626 †1677 | Federico II *1633 †1708        | Federico II *1633 †1708        | Federico II *1633 †1708        | Federico II *1633 †1708        | Federico II *1633 †1708        | Federico II *1633 †1708        |                        |                        |                        |                        |                        |                        |  |  |  |  |  |  |  |  |  |  |  |  |  |  |  |  |  |  |  |  |  |  |  |  |
|                       |                       |                       |                       |                       |                       |                           |                           |                           |                           |                           |                           |                              |                              |                              |                              |                              |                              |                                  |                                  |                                  |                                  |                                  |                                  |                               |                               |                               |                               |                               |                               |                                |                                |                                |                                |                                |                                |                        |                        |                        |                        |                        |                        |  |  |  |  |  |  |  |  |  |  |  |  |  |  |  |  |  |  |  |  |  |  |  |  |
|                       |                       |                       |                       |                       |                       | Luigi VI *1630 †1678      | Luigi VI *1630 †1678      | Luigi VI *1630 †1678      | Luigi VI *1630 †1678      | Luigi VI *1630 †1678      | Luigi VI *1630 †1678      | Giorgio III *1632 †1676      | Giorgio III *1632 †1676      | Giorgio III *1632 †1676      | Giorgio III *1632 †1676      | Giorgio III *1632 †1676      | Giorgio III *1632 †1676      |                                  |                                  |                                  |                                  |                                  |                                  | Federico III *1673 †1746      | Federico III *1673 †1746      | Federico III *1673 †1746      | Federico III *1673 †1746      | Federico III *1673 †1746      | Federico III *1673 †1746      | Casimiro Guglielmo *1690 †1726 | Casimiro Guglielmo *1690 †1726 | Casimiro Guglielmo *1690 †1726 | Casimiro Guglielmo *1690 †1726 | Casimiro Guglielmo *1690 †1726 | Casimiro Guglielmo *1690 †1726 |                        |                        |                        |                        |                        |                        |  |  |  |  |  |  |  |  |  |  |  |  |  |  |  |  |  |  |  |  |  |  |  |  |
|                       |                       |                       |                       |                       |                       | Luigi VI *1630 †1678      | Luigi VI *1630 †1678      | Luigi VI *1630 †1678      | Luigi VI *1630 †1678      | Luigi VI *1630 †1678      | Luigi VI *1630 †1678      | Giorgio III *1632 †1676      | Giorgio III *1632 †1676      | Giorgio III *1632 †1676      | Giorgio III *1632 †1676      | Giorgio III *1632 †1676      | Giorgio III *1632 †1676      |                                  |                                  |                                  |                                  |                                  |                                  | Federico III *1673 †1746      | Federico III *1673 †1746      | Federico III *1673 †1746      | Federico III *1673 †1746      | Federico III *1673 †1746      | Federico III *1673 †1746      | Casimiro Guglielmo *1690 †1726 | Casimiro Guglielmo *1690 †1726 | Casimiro Guglielmo *1690 †1726 | Casimiro Guglielmo *1690 †1726 | Casimiro Guglielmo *1690 †1726 | Casimiro Guglielmo *1690 †1726 |                        |                        |                        |                        |                        |                        |  |  |  |  |  |  |  |  |  |  |  |  |  |  |  |  |  |  |  |  |  |  |  |  |
|                       |                       |                       |                       |                       |                       |                           |                           |                           |                           |                           |                           |                              |                              |                              |                              |                              |                              |                                  |                                  |                                  |                                  |                                  |                                  |                               |                               |                               |                               |                               |                               |                                |                                |                                |                                |                                |                                |                        |                        |                        |                        |                        |                        |  |  |  |  |  |  |  |  |  |  |  |  |  |  |  |  |  |  |  |  |  |  |  |  |
| Luigi VII *1658 †1678 | Luigi VII *1658 †1678 | Luigi VII *1658 †1678 | Luigi VII *1658 †1678 | Luigi VII *1658 †1678 | Luigi VII *1658 †1678 | Ernesto Luigi *1667 †1739 | Ernesto Luigi *1667 †1739 | Ernesto Luigi *1667 †1739 | Ernesto Luigi *1667 †1739 | Ernesto Luigi *1667 †1739 | Ernesto Luigi *1667 †1739 | Filippo *1671 †1736          | Filippo *1671 †1736          | Filippo *1671 †1736          | Filippo *1671 †1736          | Filippo *1671 †1736          | Filippo *1671 †1736          |                                  |                                  |                                  |                                  |                                  |                                  |                               |                               |                               |                               |                               |                               | Federico IV *1724 †1751        | Federico IV *1724 †1751        | Federico IV *1724 †1751        | Federico IV *1724 †1751        | Federico IV *1724 †1751        | Federico IV *1724 †1751        |                        |                        |                        |                        |                        |                        |  |  |  |  |  |  |  |  |  |  |  |  |  |  |  |  |  |  |  |  |  |  |  |  |
| Luigi VII *1658 †1678 | Luigi VII *1658 †1678 | Luigi VII *1658 †1678 | Luigi VII *1658 †1678 | Luigi VII *1658 †1678 | Luigi VII *1658 †1678 | Ernesto Luigi *1667 †1739 | Ernesto Luigi *1667 †1739 | Ernesto Luigi *1667 †1739 | Ernesto Luigi *1667 †1739 | Ernesto Luigi *1667 †1739 | Ernesto Luigi *1667 †1739 | Filippo *1671 †1736          | Filippo *1671 †1736          | Filippo *1671 †1736          | Filippo *1671 †1736          | Filippo *1671 †1736          | Filippo *1671 †1736          |                                  |                                  |                                  |                                  |                                  |                                  |                               |                               |                               |                               |                               |                               | Federico IV *1724 †1751        | Federico IV *1724 †1751        | Federico IV *1724 †1751        | Federico IV *1724 †1751        | Federico IV *1724 †1751        | Federico IV *1724 †1751        |                        |                        |                        |                        |                        |                        |  |  |  |  |  |  |  |  |  |  |  |  |  |  |  |  |  |  |  |  |  |  |  |  |
|                       |                       |                       |                       |                       |                       |                           |                           |                           |                           |                           |                           |                              |                              |                              |                              |                              |                              |                                  |                                  |                                  |                                  |                                  |                                  |                               |                               |                               |                               |                               |                               |                                |                                |                                |                                |                                |                                |                        |                        |                        |                        |                        |                        |  |  |  |  |  |  |  |  |  |  |  |  |  |  |  |  |  |  |  |  |  |  |  |  |
|                       |                       |                       |                       |                       |                       | Luigi VIII *1691 †1768    | Luigi VIII *1691 †1768    | Luigi VIII *1691 †1768    | Luigi VIII *1691 †1768    | Luigi VIII *1691 †1768    | Luigi VIII *1691 †1768    | Giuseppe Ignazio *1699 †1768 | Giuseppe Ignazio *1699 †1768 | Giuseppe Ignazio *1699 †1768 | Giuseppe Ignazio *1699 †1768 | Giuseppe Ignazio *1699 †1768 | Giuseppe Ignazio *1699 †1768 | Leopoldo *1708 †1764             | Leopoldo *1708 †1764             | Leopoldo *1708 †1764             | Leopoldo *1708 †1764             | Leopoldo *1708 †1764             | Leopoldo *1708 †1764             |                               |                               |                               |                               |                               |                               | Federico V *1748 †1820         | Federico V *1748 †1820         | Federico V *1748 †1820         | Federico V *1748 †1820         | Federico V *1748 †1820         | Federico V *1748 †1820         |                        |                        |                        |                        |                        |                        |  |  |  |  |  |  |  |  |  |  |  |  |  |  |  |  |  |  |  |  |  |  |  |  |
|                       |                       |                       |                       |                       |                       | Luigi VIII *1691 †1768    | Luigi VIII *1691 †1768    | Luigi VIII *1691 †1768    | Luigi VIII *1691 †1768    | Luigi VIII *1691 †1768    | Luigi VIII *1691 †1768    | Giuseppe Ignazio *1699 †1768 | Giuseppe Ignazio *1699 †1768 | Giuseppe Ignazio *1699 †1768 | Giuseppe Ignazio *1699 †1768 | Giuseppe Ignazio *1699 †1768 | Giuseppe Ignazio *1699 †1768 | Leopoldo *1708 †1764             | Leopoldo *1708 †1764             | Leopoldo *1708 †1764             | Leopoldo *1708 †1764             | Leopoldo *1708 †1764             | Leopoldo *1708 †1764             |                               |                               |                               |                               |                               |                               | Federico V *1748 †1820         | Federico V *1748 †1820         | Federico V *1748 †1820         | Federico V *1748 †1820         | Federico V *1748 †1820         | Federico V *1748 †1820         |                        |                        |                        |                        |                        |                        |  |  |  |  |  |  |  |  |  |  |  |  |  |  |  |  |  |  |  |  |  |  |  |  |
|                       |                       |                       |                       |                       |                       |                           |                           |                           |                           |                           |                           |                              |                              |                              |                              |                              |                              |                                  |                                  |                                  |                                  |                                  |                                  |                               |                               |                               |                               |                               |                               |                                |                                |                                |                                |                                |                                |                        |                        |                        |                        |                        |                        |  |  |  |  |  |  |  |  |  |  |  |  |  |  |  |  |  |  |  |  |  |  |  |  |
|                       |                       |                       |                       |                       |                       | Luigi IX *1719 †1790      | Luigi IX *1719 †1790      | Luigi IX *1719 †1790      | Luigi IX *1719 †1790      | Luigi IX *1719 †1790      | Luigi IX *1719 †1790      | Federico VI *1769 †1829      | Federico VI *1769 †1829      | Federico VI *1769 †1829      | Federico VI *1769 †1829      | Federico VI *1769 †1829      | Federico VI *1769 †1829      | Luigi Guglielmo *1770 †1839      | Luigi Guglielmo *1770 †1839      | Luigi Guglielmo *1770 †1839      | Luigi Guglielmo *1770 †1839      | Luigi Guglielmo *1770 †1839      | Luigi Guglielmo *1770 †1839      | Filippo *1779 †1846           | Filippo *1779 †1846           | Filippo *1779 †1846           | Filippo *1779 †1846           | Filippo *1779 †1846           | Filippo *1779 †1846           | Gustavo *1781 †1848            | Gustavo *1781 †1848            | Gustavo *1781 †1848            | Gustavo *1781 †1848            | Gustavo *1781 †1848            | Gustavo *1781 †1848            | Ferdinando *1783 †1866 | Ferdinando *1783 †1866 | Ferdinando *1783 †1866 | Ferdinando *1783 †1866 | Ferdinando *1783 †1866 | Ferdinando *1783 †1866 |  |  |  |  |  |  |  |  |  |  |  |  |  |  |  |  |  |  |  |  |  |  |  |  |
|                       |                       |                       |                       |                       |                       | Luigi IX *1719 †1790      | Luigi IX *1719 †1790      | Luigi IX *1719 †1790      | Luigi IX *1719 †1790      | Luigi IX *1719 †1790      | Luigi IX *1719 †1790      | Federico VI *1769 †1829      | Federico VI *1769 †1829      | Federico VI *1769 †1829      | Federico VI *1769 †1829      | Federico VI *1769 †1829      | Federico VI *1769 †1829      | Luigi Guglielmo *1770 †1839      | Luigi Guglielmo *1770 †1839      | Luigi Guglielmo *1770 †1839      | Luigi Guglielmo *1770 †1839      | Luigi Guglielmo *1770 †1839      | Luigi Guglielmo *1770 †1839      | Filippo *1779 †1846           | Filippo *1779 †1846           | Filippo *1779 †1846           | Filippo *1779 †1846           | Filippo *1779 †1846           | Filippo *1779 †1846           | Gustavo *1781 †1848            | Gustavo *1781 †1848            | Gustavo *1781 †1848            | Gustavo *1781 †1848            | Gustavo *1781 †1848            | Gustavo *1781 †1848            | Ferdinando *1783 †1866 | Ferdinando *1783 †1866 | Ferdinando *1783 †1866 | Ferdinando *1783 †1866 | Ferdinando *1783 †1866 | Ferdinando *1783 †1866 |  |  |  |  |  |  |  |  |  |  |  |  |  |  |  |  |  |  |  |  |  |  |  |  |
|                       |                       |                       |                       |                       |                       | Luigi X/I *1753 †1830     |                           |                           |                           |                           |                           |                              |                              |                              |                              |                              |                              |                                  |                                  |                                  |                                  |                                  |                                  |                               |                               |                               |                               |                               |                               |                                |                                |                                |                                |                                |                                |                        |                        |                        |                        |                        |                        |  |  |  |  |  |  |  |  |  |  |  |  |  |  |  |  |  |  |  |  |  |  |  |  |
|                       |                       |                       |                       |                       |                       |                           |                           |                           |                           |                           |                           |                              |                              |                              |                              |                              |                              |                                  |                                  |                                  |                                  |                                  |                                  |                               |                               |                               |                               |                               |                               |                                |                                |                                |                                |                                |                                |                        |                        |                        |                        |                        |                        |  |  |  |  |  |  |  |  |  |  |  |  |  |  |  |  |  |  |  |  |  |  |  |  |
|                       |                       |                       |                       |                       |                       | Luigi II *1777 †1848      |                           |                           |                           |                           |                           |                              |                              |                              |                              |                              |                              |                                  |                                  |                                  |                                  |                                  |                                  |                               |                               |                               |                               |                               |                               |                                |                                |                                |                                |                                |                                |                        |                        |                        |                        |                        |                        |  |  |  |  |  |  |  |  |  |  |  |  |  |  |  |  |  |  |  |  |  |  |  |  |
|                       |                       |                       |                       |                       |                       |                           |                           |                           |                           |                           |                           |                              |                              |                              |                              |                              |                              |                                  |                                  |                                  |                                  |                                  |                                  |                               |                               |                               |                               |                               |                               |                                |                                |                                |                                |                                |                                |                        |                        |                        |                        |                        |                        |  |  |  |  |  |  |  |  |  |  |  |  |  |  |  |  |  |  |  |  |  |  |  |  |
|                       |                       |                       |                       |                       |                       |                           |                           |                           |                           |                           |                           |                              |                              |                              |                              |                              |                              |                                  |                                  |                                  |                                  |                                  |                                  |                               |                               |                               |                               |                               |                               |                                |                                |                                |                                |                                |                                |                        |                        |                        |                        |                        |                        |  |  |  |  |  |  |  |  |  |  |  |  |  |  |  |  |  |  |  |  |  |  |  |  |
| Luigi III *1806 †1877 | Luigi III *1806 †1877 | Luigi III *1806 †1877 | Luigi III *1806 †1877 | Luigi III *1806 †1877 | Luigi III *1806 †1877 | Carlo *1809 †1877         | Carlo *1809 †1877         | Carlo *1809 †1877         | Carlo *1809 †1877         | Carlo *1809 †1877         | Carlo *1809 †1877         | Alessandro *1823 †1888       | Alessandro *1823 †1888       | Alessandro *1823 †1888       | Alessandro *1823 †1888       | Alessandro *1823 †1888       | Alessandro *1823 †1888       |                                  |                                  |                                  |                                  |                                  |                                  |                               |                               |                               |                               |                               |                               |                                |                                |                                |                                |                                |                                |                        |                        |                        |                        |                        |                        |  |  |  |  |  |  |  |  |  |  |  |  |  |  |  |  |  |  |  |  |  |  |  |  |
| Luigi III *1806 †1877 | Luigi III *1806 †1877 | Luigi III *1806 †1877 | Luigi III *1806 †1877 | Luigi III *1806 †1877 | Luigi III *1806 †1877 | Carlo *1809 †1877         | Carlo *1809 †1877         | Carlo *1809 †1877         | Carlo *1809 †1877         | Carlo *1809 †1877         | Carlo *1809 †1877         | Alessandro *1823 †1888       | Alessandro *1823 †1888       | Alessandro *1823 †1888       | Alessandro *1823 †1888       | Alessandro *1823 †1888       | Alessandro *1823 †1888       |                                  |                                  |                                  |                                  |                                  |                                  |                               |                               |                               |                               |                               |                               |                                |                                |                                |                                |                                |                                |                        |                        |                        |                        |                        |                        |  |  |  |  |  |  |  |  |  |  |  |  |  |  |  |  |  |  |  |  |  |  |  |  |
|                       |                       |                       |                       |                       |                       | Luigi IV *1837 †1892      | Luigi IV *1837 †1892      | Luigi IV *1837 †1892      | Luigi IV *1837 †1892      | Luigi IV *1837 †1892      | Luigi IV *1837 †1892      | Battenberg e Mountbatten     | Battenberg e Mountbatten     | Battenberg e Mountbatten     | Battenberg e Mountbatten     | Battenberg e Mountbatten     | Battenberg e Mountbatten     |                                  |                                  |                                  |                                  |                                  |                                  |                               |                               |                               |                               |                               |                               |                                |                                |                                |                                |                                |                                |                        |                        |                        |                        |                        |                        |  |  |  |  |  |  |  |  |  |  |  |  |  |  |  |  |  |  |  |  |  |  |  |  |
|                       |                       |                       |                       |                       |                       | Luigi IV *1837 †1892      | Luigi IV *1837 †1892      | Luigi IV *1837 †1892      | Luigi IV *1837 †1892      | Luigi IV *1837 †1892      | Luigi IV *1837 †1892      | Battenberg e Mountbatten     | Battenberg e Mountbatten     | Battenberg e Mountbatten     | Battenberg e Mountbatten     | Battenberg e Mountbatten     | Battenberg e Mountbatten     |                                  |                                  |                                  |                                  |                                  |                                  |                               |                               |                               |                               |                               |                               |                                |                                |                                |                                |                                |                                |                        |                        |                        |                        |                        |                        |  |  |  |  |  |  |  |  |  |  |  |  |  |  |  |  |  |  |  |  |  |  |  |  |
|                       |                       |                       |                       |                       |                       | Ernesto Luigi *1868 †1937 |                           |                           |                           |                           |                           |                              |                              |                              |                              |                              |                              |                                  |                                  |                                  |                                  |                                  |                                  |                               |                               |                               |                               |                               |                               |                                |                                |                                |                                |                                |                                |                        |                        |                        |                        |                        |                        |  |  |  |  |  |  |  |  |  |  |  |  |  |  |  |  |  |  |  |  |  |  |  |  |

#### Assia-Darmstadt (1567–1918)
L'Assia-Darmstadt fu uno stato membro del Sacro Romano Impero che venne costituito nel 1567 a seguito della divisione del langraviato d'Assia tra i quattro figli di Filippo I, l'ultimo langravio d'Assia, come porzione di eredità affidata a Giorgio I d'Assia-Darmstadt. La capitale di questo nuovo stato era Darmstadt, da cui il nome. Nel corso dei secoli XVI e XVII il principato acquistò l'alta contea di Katzenellnbogen, poi in parte ceduta al ramo cadetto d'Assia-Rheinfels. Con l'estinzione della linea del langraviato d'Assia-Marburg e della linea del langraviato d'Assia-Rheinfels dal 1604, l'Assia-Darmstadt, assieme al langraviato d'Assia-Kassel, divenne uno dei due stati dell'Assia. Mentre l'Assia-Kassel si convertì al calvinismo e divenne uno degli esponenti più zelanti della causa del protestantesimo nel corso della guerra dei Trent'anni, il langravio Giorgio II d'Assia-Darmstadt divenne uno stretto luterano e si mantenne in profondi rapporti di alleanza con la Sassonia, ed applicò una politica a favore degli Asburgo dopo il 1635. Nel 1740 ricevette in dote la contea di Hanau-Lichtenberg ai confini della Alsazia, aprendo un lungo contenzioso per la sua divisione con i langravi d'Assia-Kassel. Il principato, così, alla vigilia dell'età napoleonica si estendeva su Darmstadt, il distretto di Starkenburg e Gerau, la contea di Gießen con il Vogelsberg e le contee di Pirmasens, Hanau-Lichtenberg e Falkenstein. Nel 1776, Luigi IX inviò un contingente di truppe mercenarie a fianco degli Inglesi in America per ricevere nuovo denaro per le sue casse e trasferì la sua sede a Pirmasens. L'Assia-Darmstadt ottenne numerosi territori dalla secolarizzazione dei beni ecclesiastici conseguenti al Reichsdeputationshauptschluss del 1803. Le più notabili acquisizioni furono quelle del Ducato di Vestfalia, formalmente proprietà dell'Arcivescovato di Colonia, oltre ad alcuni territori dell'arcivescovo di Magonza e del Vescovato di Worms. 
A causa dell'alleanza dell'Assia-Darmstadt con la Confederazione del Reno voluta da Napoleone, lo stato venne costretto a cedere molti dei suoi territori dal Congresso di Vienna. Il territorio del Ducato di Vestfalia venne ceduto al Regno di Prussia. Comunque, l'Assia-Darmstadt ricevette in seguito da Napoleone e soprattutto poi dal congresso di Vienna[senza fonte] numerosi territori nella Renania occidentale, Alzey, Worms, Bingen e l'importante fortezza federale di Magonza. Divenuto Granducato d'Assia nel 1806, con Luigi I, lo stato cambiò il suo nome in Granducato d'Assia e del Reno nel 1816 ed amministrativamente fu suddiviso in tre province (Assia Superiore, Assia-Starkenburg, Assia renana). Durante la guerra austro-prussiana del 1866, l'Assia si schierò con l'Austria contro la Prussia, ma mantenne la propria indipendenza anche nella sconfitta, dal momento che gran parte della regione era posta oltre il fiume Meno e la Prussia non voleva espandersi oltre questa linea per non provocare la Francia. Il territorio dell'Assia-Darmstadt a nord del fiume Meno (la regione attorno alla città di Gießen, comunemente chiamata Alta Assia, Oberhessen), venne però incorporato nella Confederazione della Germania del Nord, una confederazione di stati tedeschi fondata dalla Prussia nel 1867. Nel 1871 la parte restante del granducato entrò a far parte dell'Impero tedesco. Sino al 1907 il granducato d'Assia usò solo lo stemma tipico dell'Assia, un leone striato di rosso e di bianco. L'ultimo granduca, Ernesto Luigi (nipote della regina Vittoria del Regno Unito) e fratello di Alessandra d'Assia, ultima zarina di Russia), venne forzato ad abdicare alla fine della Prima guerra mondiale quando la monarchia cadde. In seguito l'Assia prese il nome di Volksstaat Hessen (Stato popolare d'Assia).

##### Langravi d'Assia-Darmstadt
| Nome          | Ritratto | Data di nascita   | Regno             | Regno             | Matrimoni Discendenza                                                                       | Note                                         |
| Nome          | Ritratto | Data di nascita   | Inizio            | Fine              | Matrimoni Discendenza                                                                       | Note                                         |
| ------------- | -------- | ----------------- | ----------------- | ----------------- | ------------------------------------------------------------------------------------------- | -------------------------------------------- |
| Giorgio I     |          | 10 settembre 1547 | 31 marzo 1567     | 7 febbraio 1596   | (1 ) Maddalena di Lippe (2) Eleonora di Württemberg                                         | Nel 1567 ricevette Darmstadt                 |
| Luigi V       |          | 24 settembre 1577 | 7 febbraio 1596   | 27 luglio 1626    | Maddalena di Brandeburgo                                                                    | Figlio del precedente                        |
| Giorgio II    |          | 17 marzo 1605     | 27 luglio 1626    | 11 giugno 1661    | Sofia Eleonora di Sassonia                                                                  | Figlio del precedente                        |
| Luigi VI      |          | 25 gennaio 1630   | 11 giugno 1661    | 24 aprile 1678    | (1) Maria Elisabetta di Holstein-Gottorp (2) Elisabetta Dorotea di Sassonia-Gotha-Altenburg | Figlio del precedente                        |
| Luigi VII     |          | 22 giugno 1658    | 24 aprile 1678    | 31 agosto 1678    | no matrimoni                                                                                | Figlio del precedente                        |
| Ernesto Luigi |          | 15 dicembre 1667  | 31 agosto 1678    | 12 settembre 1739 | (1) Dorotea Carlotta di Brandeburgo-Ansbach (2) Luise Sophie von Spiegel                    | Figlio di Luigi VI e fratello del precedente |
| Luigi VIII    |          | 5 aprile 1691     | 12 settembre 1739 | 17 ottobre 1768   | Carlotta di Hanau-Lichtenberg                                                               | Figlio del precedente                        |
| Luigi IX      |          | 15 dicembre 1719  | 17 ottobre 1768   | 6 aprile 1790     | Carolina del Palatinato-Zweibrücken-Birkenfeld                                              | Figlio del precedente                        |
| Luigi X       |          | 14 giugno 1753    | 6 aprile 1790     | 14 agosto 1806    | Luisa d'Assia-Darmstadt                                                                     | Figlio del precedente                        |

##### Granduca d'Assia e del Reno (1806-1918)
| Nome          | Ritratto | Data di nascita   | Regno          | Regno           | Matrimoni Discendenza                                                      | Note                                               |
| Nome          | Ritratto | Data di nascita   | Inizio         | Fine            | Matrimoni Discendenza                                                      | Note                                               |
| ------------- | -------- | ----------------- | -------------- | --------------- | -------------------------------------------------------------------------- | -------------------------------------------------- |
| Luigi I       |          | 14 giugno 1753    | 14 agosto 1806 | 6 aprile 1830   | Luisa d'Assia-Darmstadt                                                    | Elevò lo stato a Granducato nel 1806               |
| Luigi II      |          | 26 dicembre 1777  | 6 aprile 1830  | 16 giugno 1848  | Guglielmina di Baden                                                       | Figlio del precedente                              |
| Luigi III     |          | 9 giugno 1806     | 16 giugno 1848 | 13 giugno 1877  | (1) Matilde Carolina di Baviera (2) Magdalene di Hochstadten (morganatico) | Figlio del precedente                              |
| Luigi IV      |          | 12 settembre 1837 | 13 giugno 1877 | 13 marzo 1892   | (1) Alice di Gran Bretagna (2) Alexandrina Hutten-Czapska (annullato)      | Nipote di Luigi II, quindi figlio di Carlo d'Assia |
| Ernesto Luigi |          | 25 novembre 1868  | 13 marzo 1892  | 9 novembre 1918 | (1) Vittoria Melita di Edimburgo (2) Eleonora di Solms-Hohensolms-Lich     | Deposto con la fine della monarchia                |

##### Capo della Casata d'Assia-Darmstadt (1918 - 1968)
| Nome           | Ritratto | Data di nascita  | Regno            | Regno            | Matrimoni Discendenza                                                  | Note                                      |
| Nome           | Ritratto | Data di nascita  | Inizio           | Fine             | Matrimoni Discendenza                                                  | Note                                      |
| -------------- | -------- | ---------------- | ---------------- | ---------------- | ---------------------------------------------------------------------- | ----------------------------------------- |
| Ernesto Luigi  |          | 25 novembre 1868 | 9 novembre 1918  | 9 ottobre 1937   | (1) Vittoria Melita di Edimburgo (2) Eleonora di Solms-Hohensolms-Lich | Deposto con la fine della monarchia       |
| Giorgio Donato |          | 8 novembre 1906  | 9 ottobre 1937   | 16 novembre 1937 | Cecilia di Grecia                                                      | Figlio del precedente                     |
| Luigi          |          | 20 novembre 1908 | 16 novembre 1937 | 20 maggio 1968   | Margaret Campbell-Geddes                                               | Figlio di Ernesto Luigi d'Assia-Darmstadt |

##### Capo della Casata d'Assia unita (1968-oggi)
Nel 1968 la linea di Assia-Darmstadt si estinse e il granduca titolare Luigi adottò il cugino Maurizio d'Assia-Kassel, il padre del quale, Filippo d'Assia, ereditò e successe a Luigi, riunendo la Casa d'Assia.
| Nome     | Ritratto | Data di nascita | Regno           | Regno           | Matrimoni Discendenza                  | Note                                                  |
| Nome     | Ritratto | Data di nascita | Inizio          | Fine            | Matrimoni Discendenza                  | Note                                                  |
| -------- | -------- | --------------- | --------------- | --------------- | -------------------------------------- | ----------------------------------------------------- |
| Filippo  |          | 6 novembre 1896 | 20 maggio 1968  | 25 ottobre 1980 | Mafalda di Savoia                      | Nel 1968 divenne Granduca titolare d'Assia e del Reno |
| Maurizio |          | 6 agosto 1926   | 25 ottobre 1980 | 23 maggio 2013  | Tatiana di Sayn-Wittgenstein-Berleburg | Figlio del granduca Filippo e di Mafalda di Savoia    |
| Donato   |          | 17 ottobre 1966 | 23 maggio 2013  | in carica       | Floria von Faber-Castell               | Figlio di Maurizio d'Assia                            |

#### Assia-Butzbach (1609–1643)
Filippo III d'Assia-Butzbach era figlio di Giorgio I d'Assia-Darmstadt e di Maddalena di Lippe; alla morte del padre, il successore avvenuta a Darmstadt il 7 febbraio 1596, divise i domini paterni con i fratelli maschi dando luogo. Filippo ottenne l'Assia-Butzbach. Il langravio si sposò due volte: la prima con la trentenne Anna Margherita di Diepholz, che sposò a Darmstadt il 29 luglio 1610. La langravia consorte morì il 9 agosto 1629 senza avergli dato alcun figlio. Filippo III allora contrasse allora un secondo matrimonio con la trentaduenne Cristina Sofia della Frisia orientale, che sposò a Aurich il 2 giugno 1632 ma dalla quale non ebbe ugualmente figli. Il ramo dell'Assia-Butzbach si estinse quindi con la morte di Filippo, avvenuta a Butzbach nel 1643.
| Nome        | Ritratto | Data di nascita  | Regno  | Regno          | Matrimoni Discendenza                                                     | Note                                  |
| Nome        | Ritratto | Data di nascita  | Inizio | Fine           | Matrimoni Discendenza                                                     | Note                                  |
| ----------- | -------- | ---------------- | ------ | -------------- | ------------------------------------------------------------------------- | ------------------------------------- |
| Filippo III |          | 26 dicembre 1581 | 1609   | 28 aprile 1643 | (1) Anna Margherita di Diepholz (2) Cristina Sofia della Frisia orientale | Figlio di Giorgio I d'Assia-Darmstadt |

#### Assia-Braubach (1625–1651)
Giovanni d'Assia-Braubach era figlio di Luigi V d'Assia-Darmstadt, langravio d'Assia-Darmstadt, e di Maddalena di Brandeburgo. Alla morte di suo padre, avvenuta il 27 luglio 1626 a Darmstadt, divise con il fratello Giorgio II d'Assia-Darmstadt i territori paterni, divenendo così langravio d'Assia-Braubach, titolo da trasmettere ad eventuali eredi. Si sposò con la ventunenne Giovannetta di Sayn-Wittgenstein; il matrimonio venne celebrato a Friedewald il 30 settembre 1647. Ella però non gli diede figli. Alla sua morte, avvenuta a Ems il 1º aprile 1651, il ramo d'Assia-Braubach si estinse con lui e confluì nell'Assia-Darmstadt.
| Nome     | Ritratto | Data di nascita | Regno  | Regno          | Matrimoni Discendenza            | Note                                  |
| Nome     | Ritratto | Data di nascita | Inizio | Fine           | Matrimoni Discendenza            | Note                                  |
| -------- | -------- | --------------- | ------ | -------------- | -------------------------------- | ------------------------------------- |
| Giovanni |          | 17 giugno 1609  | 1626   | 1° aprile 1651 | Giovannetta di Sayn-Wittgenstein | Figlio di Giorgio I d'Assia-Darmstadt |

#### Assia-Homburg (1622–1866)
L'Assia-Homburg si costituì come stato staccandosi dall'Assia-Darmstadt nel 1622, sotto il langravio Federico I, figlio di Giorgio I d'Assia-Darmstadt. Il langraviato vide lungamente contestata la propria effettiva sovranità dalla linea di Darmstadt fino al 1768, dal momento che la sua indipendenza e costituzione era stata riconosciuta solo parzialmente: secondo la legislazione del Sacro Romano Impero, infatti, il primogenito ereditava il complesso di terre della propria casata, ma spesso poteva accadere per territori particolarmente grandi o per famiglie numerose, che dai figli minori si originassero rami collaterali con propri feudi (sui quali esercitavano in teoria solo alcuni poteri), e questo risultò proprio il caso dell'Assia-Homburg. Temporaneamente venne diviso in Assia-Homburg e Assia-Homburg-Bingenheim, ma queste due parti vennero nuovamente riunite nel 1681, sotto la figura del langravio Federico II d'Assia-Homburg (1633 - 1708), generale svedese e brandeburghese. Federico II si impegnò attivamente per una prima sperimentazione della teoria economica del mercantilismo nel proprio stato, oltre a portare avanti progetti di sviluppo mirati, tra cui l'insediamento degli ugonotti a Friedrichsdorf. Il suo periodo di regno venne contraddistinto da una notevole ripresa economica, documentata dalla costruzione del castello barocco di Bad Homburg.
Nel 1768, i sovrani della linea di Assia-Darmstadt rinunciarono definitivamente alle loro pretese sul territorio dell'Assia-Homburg che quindi poté de facto costituirsi come territorio autonomo, pur permanendo i legami di sangue. Nel 1806, con il crollo del Sacro Romano Impero e la mediatizzazione, l'Assia-Homburg venne incorporato nel Granducato di Assia-Darmstadt. Nel 1815, grazie al Congresso di Vienna, lo stato di Assia-Homburg venne riconosciuto indipendente, con l'aggiunta della città e signoria di Meißenheim nella Renania, parte dell'ex dipartimento francese della Sarre. L'Assia-Homburg era suddiviso in due parti: il distretto di Homburg sulla sponda destra del Reno e quello di Meisenheim, aggiunto nel 1815, sulla riva sinistra dello stesso fiume tra Coblenza e Birkenfeld. L'Assia-Homburg divenne quindi parte della Confederazione germanica nel 1817, unico principato tedesco non compreso tra i fondatori ad aderirvi. Nel 1828 aderì alla Mitteldeutscher Handelsverein (associazione dei commercianti della Germania centrale), entrando dal 1830 in quella prussiana e poi nello Zollverein dal 1837. Il piccolo principato divenne famoso per il suo casinò, aperto nel 1849, che solo nel 1870 le leggi federali tedesche riuscirono a far chiudere. Nel 1866, con la morte dell'ultimo langravio, Ferdinando, l'Assia-Homburg venne ereditato dal granduca di Assia-Darmstadt Luigi III, ma Meisenheim venne ceduta alla Prussia. Negli anni immediatamente successivi questo territorio venne riacquistato dall'Assia-Darmstadt e il langraviato formalmente accorpato all'elettorato di Assia-Kassel, al ducato di Nassau ed alla città libera di Francoforte sul Meno, formando la provincia prussiana di Assia-Nassau.

##### Langravi d'Assia-Homburg
| Nome                 | Ritratto | Data di nascita  | Regno          | Regno          | Matrimoni Discendenza                                                          | Note                                                                                   |
| Nome                 | Ritratto | Data di nascita  | Inizio         | Fine           | Matrimoni Discendenza                                                          | Note                                                                                   |
| -------------------- | -------- | ---------------- | -------------- | -------------- | ------------------------------------------------------------------------------ | -------------------------------------------------------------------------------------- |
| Federico I           |          | 5 marzo 1585     | 1622           | 9 maggio 1638  | Margherita Elisabetta di Leiningen-Westerburg                                  | Figlio di Giorgio I d'Assia-Darmstadt                                                  |
| Guglielmo Cristoforo |          | 13 novembre 1625 | 9 maggio 1638  | 27 agosto 1681 | (1) Sofia Eleonora d'Assia-Darmstadt (2) Anna Elisabetta di Sassonia-Lauenburg | Sotto reggenza di Margherita Elisabetta di Leiningen-Westerburg-Schaumburg (1638-1648) |
| Giorgio Cristiano    |          | 10 dicembre 1626 | 27 agosto 1681 | 1 agosto 1671  | Anna Catharina di Pogwitsch                                                    | Comprò Homburg al fratello Guglielmo Cristoforo nel 1669                               |

Il langraviato d'Assia-Homburg venne impegnato presso due mercanti (1671–1673) e passò poi ai langravi di Assia-Darmstadt (1673–1679). Infine, nel 1679, tornò alla linea legittima.
| Nome            | Ritratto | Data di nascita  | Regno            | Regno            | Matrimoni Discendenza                                                                           | Note |
| Nome            | Ritratto | Data di nascita  | Inizio           | Fine             | Matrimoni Discendenza                                                                           | Note |
| --------------- | -------- | ---------------- | ---------------- | ---------------- | ----------------------------------------------------------------------------------------------- | --- |
| Federico II     |          | 30 marzo 1633    | 1679             | 24 gennaio 1708  | (1) Margareta Brahe (2) Luisa Elisabetta di Curlandia (3) Sofia Sibilla di Leiningen-Westerburg | Comandante delle armate del Brandeburgo, ottenne nuovamente Homburg nel 1679, restituendo Bingenheim nel 1681 |
| Federico III    |          | 19 maggio 1673   | 24 gennaio 1708  | 8 giugno 1746    | (1) Elisabetta Dorotea d'Assia-Darmstadt (2) Cristiana Carlotta di Nassau-Ottweiler             | Figlio del precedente                                                                                         |
| Federico IV     |          | 15 aprile 1724   | 8 giugno 1746    | 7 gennaio 1751   | Ulrica Luisa di Solms-Braunfels                                                                 | Nipote di Federico II d'Assia-Homburg                                                                         |
| Federico V      |          | 30 gennaio 1748  | 7 gennaio 1751   | 20 gennaio 1820  | Carolina d'Assia-Darmstadt                                                                      | Reggenza della madre Ulrica Luisa, 1751-1766                                                                  |
| Federico VI     |          | 30 luglio 1769   | 20 gennaio 1820  | 2 aprile 1829    | Elisabetta di Hannover                                                                          | Generale dell'esercito imperiale austriaco                                                                    |
| Luigi Guglielmo |          | 29 agosto 1770   | 2 aprile 1829    | 19 gennaio 1839  | Augusta Amalia di Nassau-Usingen                                                                | Figlio di Federico V d'Assia-Homburg                                                                          |
| Filippo         |          | 11 marzo 1779    | 19 gennaio 1839  | 15 dicembre 1846 | Rosalia Antonia di Naumburg                                                                     | Figlio di Federico V d'Assia-Homburg                                                                          |
| Gustavo         |          | 17 febbraio 1781 | 15 dicembre 1846 | 8 settembre 1848 | Luisa Federica di Anhalt-Dessau                                                                 | Figlio di Federico V d'Assia-Homburg                                                                          |
| Ferdinando      |          | ,26 aprile 1783  | 8 settembre 1848 | 24 marzo 1866    | no matrimoni                                                                                    | Morto lui, Homburg si unì al Granducato d'Assia                                                               |

#### Assia-Itter (1661–1676)
L'11 giugno 1661, Giorgio II d'Assia-Darmstadt morì e venne succeduto dal figlio Luigi VI d'Assia-Darmstadt; il fratello minore del nuovo langravio, Giorgio, ottenne invece il titolo di langravio d'Assia-Itter, che avrebbe potuto trasmettere ai suoi discendenti maschi. Giorgio III sposò la ventiseienne Dorotea Augusta di Schleswig-Holstein-Sonderburg, la quale morì dopo un anno di matrimonio senza avergli dato alcun figlio. La seconda volta sposò invece Giuliana Alessandrina di Leiningen-Heidesheim che diede alla luce tre femmine. Giorgio morì nel 1676 e, non avendo avuto figli maschi neanche dalla seconda moglie, il ramo d'Assia-Itter si estinse con lui.
| Nome        | Ritratto | Data di nascita   | Regno  | Regno          | Matrimoni Discendenza                                                                                           | Note                                   |
| Nome        | Ritratto | Data di nascita   | Inizio | Fine           | Matrimoni Discendenza                                                                                           | Note                                   |
| ----------- | -------- | ----------------- | ------ | -------------- | --- | -------------------------------------- |
| Giorgio III |          | 29 settembre 1632 | 1661   | 19 luglio 1676 | (1) Dorotea Augusta di Schleswig-Holstein-Sonderburg (2) Giuliana Alessandrina di Leiningen-Dagsburg-Heidesheim | Figlio di Giorgio II d'Assia-Darmstadt |

## Voci collaterali
- Germania
- Assia
- Granducato d'Assia
- Impero tedesco
- Sovrani di Germania